# フランケル (競走馬)
フランケル（欧字名:Frankel、2008年2月11日 - ）は、イギリスの競走馬、種牡馬である。

## 概要
競走馬として、G1競走10勝を含む14戦14勝の生涯成績を残し、2年連続でヨーロッパ年度代表馬となった。2着馬につけた着差の合計は76馬身1/4に及び、特に2012年のクイーンアンステークスおよびインターナショナルステークスの圧勝は、ワールドサラブレッドランキングで史上最高の評価を受けている。クイーンアンステークスの勝利は、タイムフォームレーティングにおいても平地競馬史上最高の評価である。
主な勝ち鞍は2010年のデューハーストステークス、2011年の2000ギニー、セントジェームズパレスステークス、サセックスステークス、クイーンエリザベス2世ステークス、2012年のロッキンジステークス、クイーンアンステークス、サセックスステークス、インターナショナルステークス、チャンピオンステークス。カルティエ賞では2011年・2012年度代表馬のほか、2010年最優秀2歳牡馬、2011年最優秀3歳牡馬、2012年最優秀古馬を受賞した。
種牡馬としても成功し、産駒のクラックスマン、クアドリラテラル、インスパイラルがカルティエ賞を受賞。ソウルスターリングがJRA賞を受賞。また、アダイヤーがダービーを優勝、アルピニスタが凱旋門賞を優勝している。イギリス・アイルランドのリーディングサイアー（2021年）。

## 生い立ち

### 誕生
2008年2月11日午後11時40分、イギリス・ニューマーケットの近郊、ハーリド・ビン・アブドゥッラー率いる組織ジャドモントファームのヨーロッパにおける生産拠点であるバンステッドマナースタッドで生まれる。バンステッドマナーの場長サイモン・モックリッジによると、「驚くぐらいバランスの良い体」をしていて、「生まれた瞬間から、既に生後1週間が経過した馬」のようだったという。アブドゥッラーのレーシングマネージャーを務めるグリムソープは、本馬について「生まれて間もない頃から、これは特別な馬であると私たちは思っていました」と振り返っている。
父は、現役時代エプソムダービー、アイリッシュダービーという2か国のダービーおよびキングジョージ6世&クイーンエリザベスステークスに勝ったクールモアの種牡馬ガリレオ。大種牡馬サドラーズウェルズの後継種牡馬として後にイギリス・アイルランドのリーディングサイアーに計12回就き、ヨーロッパ州最高の種牡馬と認識されるようになるガリレオだが、フランケルの世代のために交配が行われた2007年春の時点では、その初年度産駒が4歳を迎えたばかりであったために、すでに複数の活躍馬を出していたものの、その評価は定まっていなかった。
母は、現役時代リステッド競走を2勝したジャドモントの繁殖牝馬カインド。1983年、アブドゥッラーがアメリカ合衆国の生産者ジャック・ホイットニーから複数の繁殖牝馬を直接交渉で購入し、リングフィールドオークストライアル2着の実績を持つステージドアジョニー牝駒のロックフェストも繁殖牝馬としてジャドモントへ渡ると、これから3代先のフランケルにも及ぶジャドモントにおける同馬の牝系が始まった。ロックフェストがレインボウクエストと交配されて1990年に生産した牝馬レインボウレイクは、現役時は調教師のヘンリー・セシルに手掛けられて1993年のランカシャーオークスを勝利し、その後繁殖入りすると、サドラーズウェルズと交配されて2000年にG1競走2勝馬パワーズコートを、さらにデインヒルと交配されて翌2001年に牝馬カインドを生産した。カインドは現役時に気性難を抱えながら短距離で競走したスプリンターで、繁殖入り後は初めサドラーズウェルズと交配されて2007年にブレットトレインを、そしてガリレオと交配されると2008年に本馬を生産した。競走馬としてのフランケルは、母カインドや母父デインヒルからスピードや気性を受け継いだとされる。

### 育成期
2008年生まれの「カインドの牡馬」は、当歳時、1年の大半をアイルランドで過ごした。2008年3月7日、再びガリレオと交配される母カインドとともにクールモアのレイクビューヤードへ渡り、5月12日にはジャドモントのニューアビースタッドに移った。これ以後、本馬はジャドモントの擁する約170頭の仔馬の中でトップクラスの成績を残すことになる。病気や怪我などの問題が無かったため、スタッフの間では手のかからない印象があったという。
同年6月25日にはイギリスに戻ってバンステッドマナースタッドで6週間を過ごし、その間の7月17日、生後5か月を迎えた本馬はカインドからの離乳が行われた。9月17日には再びアイルランドに渡り、ニューアビースタッドで育成された。アブドゥッラーのマネージャーであるロリー・メイホンは、歩様、脚元、気性のいずれにも優れた本馬を高く評価し、1から10までの値で与えられるジャドモントの仔馬の評価において「7++」の査定を与えた。11月になるとニューアビーが満員となったため、優れた25頭の若駒が収められるグリーンフィールドヤードに移された。

### 所有者の決定

ハーリド・ビン・アブドゥッラーの勝負服

1歳を迎えるまでの「カインドの牡馬」は、基本的にジャドモントによって育成されたにもかかわらず、実際には所有者が確定されていない状態であった。
本馬の誕生を導いたガリレオとカインドの交配の背景には、クールモアとジャドモントという、ヨーロッパ競馬界におけるトップグループ同士による生産上のフォール・シェアの契約があった。それはジャドモントの繁殖牝馬を、クールモアの優れた種牡馬と交配し、生まれた仔馬達を両者で分け合うというものであり、ジャドモントの繁殖牝馬カインドはその10頭の内の1頭として、クールモアの種牡馬ガリレオと交配されたのである。どの仔馬をどちらが所有するかは、両者が順番に好きな馬を選択していく形で決められており、これによって実際に生産された7頭のうち、両グループにとって第一優先指名であった本馬は、同年に最初の選択権を持っていたジャドモント側に所有されることが決まった。
2009年4月21日、本馬はアイルランドのフェランズに移り、より発展的な育成が行われた。同年9月9月には1歳馬としての騎乗馴致が始まり、10月頃には競走への意欲を示し始めたという。ただし、この時点でも本馬の見せる気性は平静なものであった。

### 入厩
調教拠点をウォーレンプレイスに置く調教師のヘンリー・セシルは、1976年から93年までにイギリスのチャンピオントレーナーの地位に10度就くなど活躍した人物であったが、ゴドルフィンのシェイク・モハメドと決別して21世紀を迎えると、その成績は下降の一途を辿り、2005年には年間勝利が12勝となるまで低迷、さらに2006年からは癌との闘病生活を送っていた。しかしこの困難な時期にも、アブドゥッラーとニアルコスファミリーによる二つの大きな生産組織は彼を支援していた。
当時アブドゥッラーの所有馬を手掛けていた調教師としては、ほかにマイケル・スタウト、アンドレ・ファーブル、ジョン・ゴスデン、ダーモット・ウェルドなどがいたが、アブドゥッラーは、トゥワイスオーヴァーやミッデイなどを管理して復調の兆しを見せていたセシルのもとに本馬を預託することを決定、かくして「カインドの牡馬」は、2010年1月14日にセシル厩舎へ入厩した。厩舎の装蹄師はスティーヴン・キールトである。そしてアブドゥッラーは、収得賞金の面でもG1競走勝利の面でも最も自らに貢献していたアメリカ合衆国の名調教師ロバート・フランケルが2009年11月に死亡したことを受けて、当時ジャドモントの同世代で最も優れていたこの仔馬に対してフランケル（Frankel）という、後年にグリムソープの振り返るところによれば、不確実性の高い競馬において「なかなかに勇気ある命名」を行ったのである。
厩舎のフランケルは、すでにデビュー勝ちを収めていた3歳馬ブレットトレインの半弟としても注目された。しかし、これまで気性難を見出されなかった本馬は、入厩すると早い段階で旺盛な「行く気」を発揮し、無理に抑えようとすると制御が効かなくなるという強情なところを見せた。このため騎乗技術に優れたダン・デ・ハーンが指名されて乗り込まれることになり、セシルの方針のもとで調教を段階的に積まれていった。

## 競走馬時代

### 2歳時（2010年）

#### 未勝利戦
2010年にクラシックトライアルを制した半兄のブレットトレインによっても知られていた2歳新馬のフランケルは、デューハーストステークス、レーシングポストトロフィー、ダービーステークスに登録された後、同2010年の8月13日、ニューマーケット競馬場のジュライコースで行われる1マイルのメイドン（未勝利戦）でトム・クウィリー騎手を鞍上にデビューした。フランケルは、これを控えた追い切りで3歳馬に対して持ったまま20馬身先着する圧巻の内容を見せ、これによって本馬が1番人気に支持された。本馬の単勝人気が7対4（2.75倍）と、圧倒的な支持に至らなかった理由は、ジョン・ゴスデン調教師の新馬ナサニエルも同競走に出走していたからであり、そのナサニエルが3対1（4倍）で2番人気、続いてジーニアスビーストとドルトムントが15対2（8.5倍）の3番人気で並んだ。降り続いた雨によってSoft（重）まで悪化した馬場状態のなか、競走が始まるとまずドルトムントが緩いペースで馬群を先導し、やがて数頭が追い出されるにつれてペースが上がりだした。残り2ハロン地点に入ってナサニエルとその後方にいるフランケルも追い出されると、優勝争いは2頭の勝負となり、残り1ハロン地点で先頭に立ったフランケルが、最後まで食い下がったナサニエルを1/2馬身差抑えて勝利した。
同競走の相手関係は一般的なデビュー戦の水準を超えるもので、2着馬ナサニエルは後に勝ち上がってキングジョージ6世&クイーンエリザベスステークス、エクリプスステークスに優勝し、またナサニエルから5馬身離された3番人気の3着馬ジーニアスビーストも翌年のクラシックトライアルを勝利しているほか、8番人気の11着馬は後のゴールドカップ勝ち馬カラーヴィジョンであった。競走後、セシルは「このまま順調にいって欲しいし、もっと良くなってもらいたい」と発言した。

#### 条件戦

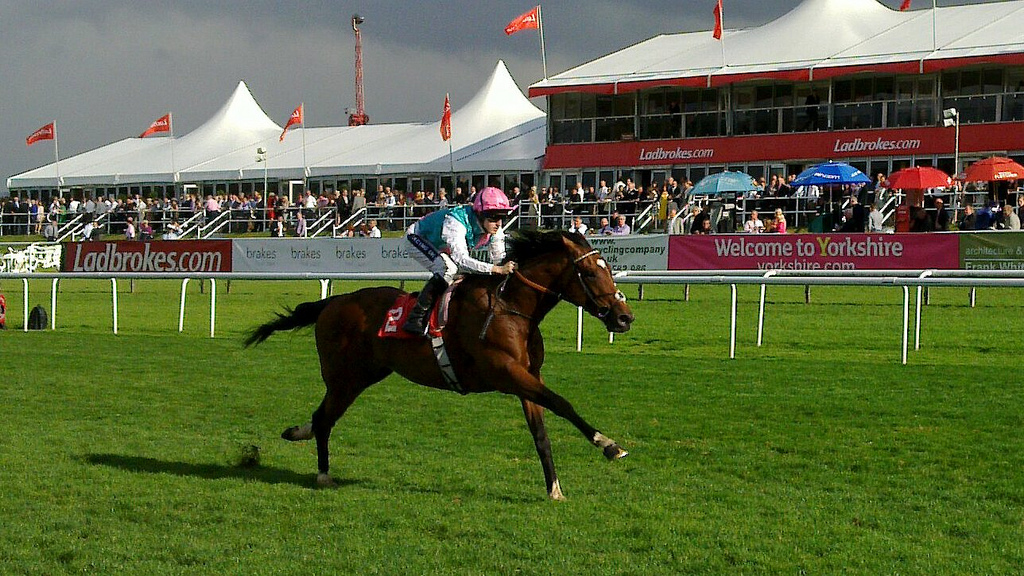
フランクウィットルパートナーシップ条件ステークス

デビュー勝ちを収めたフランケルの目標には、9月のアスコット競馬場で行われるG2競走ロイヤルロッジステークスが据えられた。若駒に大きな負担を掛ける方針を取らないセシルは、段階的に競走の経験を積ませるため、ドンカスター競馬場のセントレジャーフェスティバルの3日目であり、ロイヤルロッジステークスを2週間前に控えた2010年9月10日、7ハロン戦のフランクウィットルパートナーシップ条件ステークスに本馬を出走させた。4頭立てという少頭数のなか、フランケルが1対2（1.5倍）の1番人気に支持され、1戦1勝のゴドルフィンの素質馬ファーが対抗の2番人気となったが、ファーはゲートで暴れて発走除外となったため、さらに相手関係の易しい3頭立てで行われることになった。アスコットのG2競走を意識して、先頭に立つ競馬を行わないようにと指示されていたクウィリーの騎乗のもと、フランケルは逃げるダイアモンドジーザーの2番手を緩やかに追走し、残り1ハロン辺りから後続を引き離すと、最後はほとんど馬なりのまま2着馬レインボースプリングスに13馬身の大差を付けて優勝した。
競走後のセシルは「私にとっても、彼ほどの将来性を持った2歳馬に巡り合ったのは久しぶりのことです」と述べ、「特別な馬になる可能性があります。でも、特別な能力を既に発揮したわけではありません」と付言した。

#### ロイヤルロッジステークス
2010年9月25日、フランケルはアスコット競馬場の周回コースで行われるロイヤルロッジステークスに出走し、他にも素質馬が出走した5頭立てのなかで30対100（1.3倍）の一番人気に支持された。発走すると、本馬は前半の1/2マイルを最後方の位置で追走し、クウィリーによって馬群の外に持ち出されると、ほとんど持ったままで数完歩の間に他馬を抜き去って先頭に立ち、直線に入ると差を広げる一方の競馬となり、最後は2着馬クラマーに10馬身、3着のトレジャービーチには11馬身の差を付けて優勝した。 
競走後のクウィリーは本馬を「モンスター」と評し、この勝利には競馬関係者からも高評価が相次いだ。セシルは妻ジェーンに対して本馬こそ「自分が手掛けた最強馬」であるとの見解を打ち明けたが、競馬記者たちに対しては「これほどの2歳馬を手掛けるのは、1975年の2歳チャンピオンでその後2000ギニーを制したウォロー以来である」という言及に留めた。レーティングは、過去20年間の同競走優勝に対するものとしては1994年のエルティッシュ（121）を凌ぐ最高評価の123ポンドとなり、後のダービー馬ベニーザディップ（113）や2000ギニー馬ミスターベイリーズ（115）の当時における評価も大きく上回った。
本馬はこの3連勝によって「怪物」として話題になり、早くも翌年の2000ギニー、ダービーの前売りで一番人気となった。競馬ジャーナリストのリー・モターズヘッドやトニー・ラシュマーは、本馬が同競走で見せた走りを、1991年のブリーダーズカップ・ジュヴェナイルでアラジが見せた大捲りに例えている。

#### デューハーストステークス
ロイヤルロッジステークスの後のセシルは、フランケルの終盤シーズンの目標をレーシングポストトロフィーとデューハーストステークスとの両にらみであるとしていたが、最終的にデューハーストステークスに出走することを表明した。
ヨーロッパ2歳路線の最重要競走に位置づけられるデューハーストステークスには、一躍注目の的となったフランケルに加えて、9馬身差で圧勝したミドルパークステークスなど3戦3勝のドリームアヘッド、ゴドルフィンに「ペガサス」と称されたシャンペンステークスなど2戦2勝のサーミッドが出走、無敗馬3頭の対決に大いに注目が集まり、レーシングポスト紙はこれを「世紀の2歳戦」と称した。人気順は、調教で3歳馬に10馬身差先着する内容を見せたフランケルが4対6（約1.67倍）で1番人気、出走馬中唯一のG1馬ドリームアヘッドが5対2（3.5倍）で2番人気、サーミッドが7対1（8倍）で3番人気となり、以下25対1（26倍）の4番人気ロデリックオコナーなどが続いた。
発走すると、フランケルは序盤に両脇の馬に寄られて衝突する不利を受け、最後方の位置取りとなった。そしてこれまでの落ち着きを失い、行きたがる素ぶりを見せたため、鞍上クウィリーは馬群の右後方で本馬をなだめることを余儀なくされた。残り2ハロン地点でクウィリーが手綱を緩めると、これに応じて脚を伸ばした本馬は、馬群を先導していたロデリックオコナーとの距離を急速に詰めた。ライバル2頭が伸びあぐねる中、残り1ハロン地点でフランケルが先頭に立って抜け出すと、右によれる走りを見せながらも、最後まで一度も鞭が入ることなくロデリックオコナーに2馬身1/4差を付けて優勝した。勝ち時計の1分25秒73は、同日に行われたチャレンジステークスより0秒31速い好時計であった。セシルは、発馬後の不利とスローペースが無ければ、より印象的な勝利になったかもしれないと言及し、またその翌日には、本馬のダービー出走の可能性は「50%以下」であると表明した。
サーミッドおよびドリームアヘッドの凡走や、1勝馬ロデリックオコナーの入着などによって、当初発表されたフランケルの同競走優勝によるレーティングは、前走のロイヤルロッジステークスの勝利を1ポンド上回ったものの、ミドルパークステークスを勝った時のドリームアヘッド（126）よりも2ポンド低い124ポンドの評価に留まった。その後、同競走の2着馬ロデリックオコナーは同年のクリテリウムアンテルナシオナル、翌年のアイリッシュ2000ギニーを制しており、ドリームアヘッドも翌年のジュライカップ、スプリントカップ、フォレ賞に優勝している。

#### 最優秀2歳牡馬とレーティング
このシーズンを4戦4勝で終えたフランケルは、ロデリックオコナーがクリテリウムアンテルナシオナルを勝つとさらに評判を高め、11月16日、ヨーロッパの年度代表表彰である第20回カルティエ賞で最優秀2歳牡馬に選出された。タイムフォーム誌のレイティングでは133ポンドという、1990年以降ではケルティックスウィング（138）、アラジ（135）に次ぐ高評価を受けた。レーシングポストレーティングでも127が与えられ、アラジ（133）、ケルティックスウィング（133）に続く史上3位の2歳馬という評価であった。
そして、2011年の1月11日に発表された2010年度の公式のヨーロッパ2歳ランキングにおいて、ロイヤルロッジステークスを圧勝したフランケルは、ミドルパークステークスを圧勝したドリームアヘッドと同率首位でのレーティング126ポンドという確定評価を与えられ、2010年のヨーロッパの2歳馬における共同チャンピオンとして扱われた。この126ポンドという2歳時のレーティングは、2001年に4か国の2歳G1競走を含む7連勝を達成したヨハネスブルグ、2007年に2か国の2歳G1競走を含む4連勝を達成したニューアプローチの2頭、後年では2018年のトゥーダーンホットと並ぶ評価であり、2019年にピナトゥボがナショナルステークスの9馬身差勝利によって128ポンドのレーティングを得て記録を更新するまでは、2歳馬に対して与えられたレーティングとして21世紀最高の評価であった。
公式の格付けで、フランケルとドリームアヘッドが同じ評価に相当すると発表されたことは、直接対決で明確に優劣のついた2頭を同等に扱ったものとして物議を醸す結果にもなった。英国競馬統括機構のジュベナイルハンデキャッパーを務めるマシュー・テスターは、フランケルとドリームアヘッドを共同チャンピオンとして並べた自身の裁定を擁護しつつ、ドリームアヘッドが3歳馬としてレーティング126に相当することは信じがたいことであるとは認めた。これについてセシルは「全ては考え方の問題である」と述べた。

### 3歳時（2011年）

#### グリーナムステークス
これまで、2010年のシーズンを通じてフランケルの調教助手の役はダン・デ・ハーンが務めていたが、大柄なデ・ハーンには重い体重という懸案事項があった。折から騎手クウィリーがトゥワイスオーヴァーのドバイ遠征に帯同してニューマーケットを留守にしていたなか、より軽量な人物にフランケルの調教を行わせたいと考えていたセシルは、新たにシェーン・フェザーストンハウを毎朝の調教に乗る調教助手に任命した。そして以後2年間にわたってフランケルの調教に騎乗することになるフェザーストンハウは、本馬引退後のセシルが語ったところによれば、調教師との共同で本馬を手掛ける重要な役割を果たす。
シーズン最初の大目標である2000ギニーに前哨戦なしで挑むのを好まないセシルの意向により、ヨーロッパの2歳王者としては珍しく直行のローテーションを取らず、フランケルのシーズン初戦にはニューベリー競馬場のG3競走グリーナムステークスが選ばれた。4月16日に施行された同競走では、セシルの用意したペースメーカーのピクチャーエディターがやや遅いペースで逃げを打ったなか、気負ったフランケルは折り合いを欠いて行きたがったため、最初の2ハロン地点まではクウィリーがこれを抑え込むことになった。フランケルは残り2ハロンで先頭に立つと、一旦は反応の悪いところを見せたが、この時初めて競走中での鞭を受けると、残り1ハロンから再加速し、最後は粘り込んだエクセレブレーションに4馬身差をつけて優勝した。前年コヴェントリーステークスを制して本馬の対抗馬と目されていたストロングスートは最下位に敗退。この競走時に25対1（26倍）の5番人気という人気薄であったエクセレブレーションは、後に本馬と5回にわたって対戦し、本馬に次ぐマイラーとしての活躍を見せることになる。
グリーナムステークスと2000ギニーの中間日、フェザーストンハウは、同日に行われた調教の内容として、「フランケルが前半から行きたがってどうしようもなく、持てる全ての技術を駆使して抑える必要があったこと」および「ようやく落ち着いてストライドを伸ばせるようにになり、リードホースを追い抜くと、彼は更にリラックスした」ことをセシルに報告すると、フランケル陣営の間では2000ギニーを逃げ切りで勝利する作戦が考えられ始めた。その翌週には半兄ブレットトレインとのキャンターで、フランケルを先導させる形式の調教が初めて行われた。当初はタタソールズステークス優勝などの実績がある短距離馬リルーテッドが同馬主の本馬のためにペースメーカーとして出走し、速いペースを作る予定であったが、競走の2日前に2000ギニーの枠順が発表され、フランケルが最内1番、リルーテッドが大外13番と、離れた枠番によってフランケルの前に壁としてリルーテッドを置くことを望めないことが判明すると、逃げる計画はさらに現実味を帯びた。

#### 2000ギニー
2011年4月30日、フランケルがイギリスクラシック競走の制覇を狙って出走する2000ギニーは、同年新たに発足したブリティッシュ・チャンピオンズシリーズの第1戦であることでも注目され、ニューマーケットには前年比11%増となる1万6000人の観客が集まった。ゴドルフィン所有の素質馬ドバイプリンスの故障、ドリームアヘッドやジャン・リュック・ラガルデール賞勝ち馬ウートンバセットの2000ギニー回避などによって本命馬の地位を補強したフランケルは、5戦5勝という完璧な成績でこれに出走し、1対2（1.5倍）の1番人気という高い支持率を記録した。本馬に続く人気順は、デューハーストステークスから巻き返してクリテリウムアンテルナシオナルを勝ったロデリックオコナーが8対1（9倍）、ナショナルステークスなど3戦3勝のパスフォークが8対1と並んだ2番人気タイ、レーシングポストトロフィー優勝馬カサメントが11対1（12倍）の4番人気と、2歳G1馬が上位を形成した。
競走が始まり、好発を決めたフランケルは、クウィリーに抑えられることなく先頭に立つと、自厩舎のペースメーカーを含む後続馬を置き去りにして突き放していった。強い向かい風が吹いていたローリーマイルで、本馬は発馬から5ハロンまでの間を58秒5というスプリントG1戦並みの時計で走り、一時は10馬身差以上という大差をつけるほどに加速、残りの3ハロンでは12秒5、12秒8、13秒5と次第に減速しながらもそのまま後続を寄せ付けることなく、2着にドバウィゴールドが入るのを後目に6馬身差を付けて優勝した。ドバウィゴールドに僅差の3着でネイティヴカーンが続き、4着スリムシャディ以下は3着からさらに10馬身以上後方に置かれていた。
勝ち時計の1分37秒3は標準よりも1秒8遅かったが、このラップタイムを評価したデイヴ・エドワーズによれば、風の影響を考慮するとこの内容は驚異的なものであった。タイムフォームによるタイム指数でも、この走りは21世紀に入ってから最速、また2000ギニー史上ではエルグランセニョールの139以来最速となる136という評価を受けた。道中2番手を追走したカサメント、3番手追走のロデリックオコナーはそのペースに潰れてそれぞれ10着、11着に沈んだ。本馬の対抗に挙げられた2歳G1馬3頭では7着パスフォークが最先着で、いずれも25馬身以上の大差を付けられる結果であった。この2着に付けた6馬身という着差は、1947年のテューダーミンストレルが達成した8馬身差に次ぐ同競走における歴代2位の大きさであり、またこの単勝配当は、1934年のコロンボが達成した2対7（約1.29倍）以来となる低さであった。
これにより、セシルは3度目の2000ギニー勝利、25度目にして結果的に生涯最後となるイギリスクラシック勝利を挙げ、クウィリーは同クラシック競走初勝利となった。ガーディアン紙は「イギリスの競馬場史上最も偉大な展示の1つ」と評し、レーシング・ポスト紙は「ビヨンド・ビリーフ」の見出しで、ニュース・オブ・ザ・ワールド紙は「フランケルシュタイン」の形容でこの勝利を報道した。
ワールドサラブレッドランキングでは、フランケルは2000ギニーの優勝に対する評価として1993年のザフォニック以来となる130のレーティングを与えられ、この時点で、2011年初から世界最高レーティングを保持していた無敗の牝馬ブラックキャビアに並ぶ世界1位の評価を得た。3歳のイギリス調教馬がレーティング130ポンドを得るのは1996年マークオブエスティーム（133）およびボスラシャム（131）以来初めてのことであり、これはフランケル以降、2015年にダービー馬ゴールデンホーンがエクリプスステークスを勝利するまで再び達成されることがなかった。日本の軍土門隼夫は、圧倒的なスピードで逃げてそのまま圧勝した点で、1998年の金鯱賞、宝塚記念、毎日王冠などの勝ち馬サイレンススズカが見せた競馬との類似を指摘している。一方、本馬が「型破り」な競走運びを行った点に対する否定的見解もある。
フェザーストンハウによれば、フランケルが競走馬として完成するためには2000ギニーが必要不可欠な要素であった。同競走で全力の競馬を行った本馬は、以後これまでよりも振る舞いが行儀よくなり、調教でも行きたがらなくなったのだという。

#### マイル路線の決定
イギリスの春クラシックは基本的に1マイルのギニー戦線と1マイル半のダービー戦線で分かれており、この距離差を克服してクラシック二冠を目指すことは少なかった。セシルは前年から本馬が1マイル半を走ることができるかを疑問視していたが、いまだダービー参戦への可能性は残しており、ブックメーカーでは実際に1番人気に推されていた。この間競馬サークルにおける話題を見ると、次走に関してマイル路線のほかに、ダービー、6ハロンのジュライカップなどが指摘されている。最終的にフランケルは、アブドゥッラーとグリムソープとセシルの協議の結果、ダービーを回避してマイル路線を進み、ロイヤルアスコット開催の3歳マイルG1競走であるセントジェームズパレスステークスに出走することが当面の目標となった。セシルはダービー不参戦の理由として、フランケルがエプソム競馬場で競走するならばダンテステークスを使うことが絶対条件であるが、2000ギニーからダンテステークスへの連戦は日程が厳しすぎるという点を挙げた。また、10ハロンへの距離延長は問題ないだろうとの見解も示したが、現段階ではマイル戦に特化することが理にかなっているとした。

#### セントジェームズパレスステークス
2011年6月14日のセントジェームズパレスステークスは9頭立てで行われ、2000ギニーを「破壊的」に勝利したフランケルが30対100（1.3倍）の1番人気、グリーナムステークス2着の後にドイツ2000ギニーを7馬身差で勝利したエクセレブレーションが10対1（11倍）の2番人気、イギリスとアイルランドの2000ギニーでともに2着のドバウィゴールドが12対1（13倍）、休み明けのフランス2000ギニーを5着としたウートンバセットが12対1と並んで3番人気タイになった。このほか、日本の矢作芳人厩舎から朝日杯フューチュリティステークスおよびNHKマイルカップの勝ち馬グランプリボスが出走し、日本の報道陣も集まった。2歳時にフィーニクスステークスを勝利していたゾファニーは20対1（21倍）の7番人気であった。
競走が発走すると、今回のリルーテッドはペースメーカーとして大逃げを打ち、ハイペースで馬群を先導した。クウィリーは残り5ハロンの辺りから、前方のリルーテッド目掛けてフランケルを追い出した。競走を約5ハロン残している時点で前方に進出を開始したフランケルは、オールドマイルの中盤でありながら、3ハロン地点以降の3ハロン間で34秒2という脚を使い始めると、まもなく先頭に立って後続を突き放した。本馬は2ハロン地点で6馬身のリードを作ったが、さすがに決勝線の前では失速し、後方馬群から追い込んだゾファニーに3/4馬身まで迫られたものの、そのまま押し切って優勝した。
これまでのフランケルの成績と比べて同競走での内容が辛勝であった理由については様々な意見があり、騎手や戦術のミス、ペースメーカーの作り出したハイペースなどが挙げられる。競走後のセシルはメディアに対して、あまりにも早く先頭に立ったためにソラを使ったのだと語った。クウィリーは仕掛けが早すぎたとして競走後非難の対象となったが、本人はセシルによる「コーナーの前で仕掛けるよう」との指示に従ったまでと主張した。また、セシル厩舎のマイケル・マクゴーワンやディー・ディーコンなどによって、当時のフランケルを始めとする同厩舎の管理馬が軽度のウイルス感染症によって調子を落としていた可能性も指摘されており、トニー・ラシュマー著のヘンリー・セシル公式伝記『凱歌』ではこれが有力説として示されている。
競走後、レーシング・ポスト紙のアラステア・ダウンは、「無敵のマントが少し擦り切れ、これからは対抗馬が増えるだろう」という意見を示した。同競走1着によるレーティングは、過去10年の同競走で2006年のアラーファ（125）、2002年のロックオブジブラルタル（124）、2008年のヘンリーザナヴィゲーター（123）の3頭や、同日のクイーンアンステークスでゴルディコヴァを破ったキャンフォードクリフス（127）を下回る122ポンドとなった。公式ハンデキャッパーのドミニク・ガーディナー＝ヒルは少々落胆する結果だったと振り返ったが、この翌日にソーユーシンクが敗れたことを踏まえると、同馬の名声を傷つけない優れたパフォーマンスだったと述べた。後年の評価としては、セシル厩舎のマイク・マーシャルによる「最高のレース」、エドワード・プロッサーによる「いささか相手を侮り過ぎた感もあった」、トニー・ラシュマーによる「最も不満足なパフォーマンス」、JRA-VAN ver.Worldコラムによる「様々な意味で伝説的なレース」などがある。

#### サセックスステークス
セントジェームズパレスステークスで後続の追撃を振り切ったフランケルは、僚馬のトゥワイスオーヴァーやミッデイらと同じくヨーク競馬場の10ハロン戦であるインターナショナルステークスにも登録されていたが、現段階ではマイル路線を堅持するというセシルの方針のもと、グッドウッド競馬場のサセックスステークスに出走し、ここで初めて古馬と対戦することとなった。2011年7月27日に行われた同競走では、G1競走を5連勝して4歳世代の最強マイラーと目されていたキャンフォードクリフスとの対戦となり、4頭立てのなかで、フランケルが8対13（約1.62倍）、キャンフォードクリフスが7対4（2.75倍）の支持を受け、残る2頭のリオデラプラタとラジサマンがオッズ23倍という人気順となった。このように実質2頭の一騎討ちの様相を呈したこの競走は、「デュエル・オン・ザ・ダウンズ」と呼ばれて注目を集めた。
ここでのフランケルとクウィリーは、他3頭に対して控える競馬をせずに、終始コントロールの効いた逃げで競走を牽引し、残り1ハロン地点でキャンフォードクリフスら後続馬を一気に突き放すと、1949年以来の大差となる5馬身差で優勝。2着馬キャンフォードクリフスはフランケルを追跡した際に故障を発生したため、最終的にこれが引退戦となった。後方から進んだ3着リオデラプラタはフランケルから7馬身1/2差、同じく4着ラジサマンは10馬身差遅れて入線した。
競走後のセシルはメディアに対し、ブラッシンググルームとシャーガーを引き合いに出しながら、本馬を「これまで目撃した最強馬」であると評した。また、セシルとアブドゥッラーは、フランケルが2012年シーズンも現役に留まる可能性を示唆した。
レーティングでは、これまでマイルでレーティング118ポンドを上回ったことのない3着馬リオデラプラタが基準に据えられ、この結果キャンフォードクリフスが同競走2着によって123ポンド、そして同馬に5馬身差を付けたフランケルが135ポンドという評価となった。これは、マイル部門ではジルザル（134）、マークオブエスティーム（133）、ホークウイング（133）、ウォーニング（133）、ミエスク（132）、ペブルス（132）、シャディード（131）などを上回り、唯一エルグランセニョール（138）にのみ及ばなかった高い評価である。これによってワールドサラブレッドランキングにおける本馬は、ブラックキャビアを超えて同年単独世界1位の地位に就くとともに、2004年に同制度が開始されて以降のマイル部門における最高評価を更新した。

#### クイーンエリザベス2世ステークス
キャンフォードクリフスを一蹴して最強マイラーの地位を確立したフランケルは、インターナショナルステークスを回避し、ブリティッシュ・チャンピオンズシリーズの最後を締めくくる10月15日のブリティッシュ・チャンピオンズデーまで休養。3歳シーズン最終戦は、同シリーズのマイル部門最終戦として新装された同日準メイン競走のクイーンエリザベス2世ステークスとなり、本馬はアスコット競馬場のストレートマイルで初めて競走することになった。人気順は、フランケルが4対11（約1.36倍）の1番人気で、セントジェームズパレスステークス3着の後にハンガーフォードステークス、ムーラン・ド・ロンシャン賞を勝ったエクセレブレーションが6対1（7倍）の2番人気、コロネーションステークスおよびジャック・ル・マロワ賞を勝ったイモータルヴァースが7対1（8倍）の3番人気となった。同厩舎からは、本馬の半兄ブレットトレンが、競走の前半の流れが極端にスローとなり終盤でスプリント勝負となってしまう状況を避けるために、しかるべきペースで競走を進行させるペースメーカーとして出走した。
発走すると、イアン・モンガン騎乗のブレットトレインが素早く行って大逃げを打ち、フランケルは最初の2ハロンまでクウィリーに抑え込まれた。本馬は中間点あたりから10馬身先のブレットトレイン目掛けて進出を開始し、残り2ハロン辺りでこれを交わすと、最後まで速度を持続させ、後続に4馬身差を付けて優勝。2着にエクセレブレーション、3着にイモータルヴァースが入った。
レーティングは、これまでレーティング117ポンドを上回っていなかった4着馬ドバウィゴールドが基準となり、フランケルは出走前と同様の135ポンドに据え置かれた。公式ハンデキャッパーのドミニク・ガーディナー＝ヒルは、年末の会議でこの値が上方修正される可能性を示しつつ、ハンデキャップ上の評価では同競走の勝利がサセックスステークスの勝利を超えることはできないという見解を述べた。

#### 最優秀3歳牡馬および年度代表馬
クイーンエリザベス2世ステークスの競走後、フランケルが2012年も現役に留まることが正式に発表された。このシーズンを5戦5勝で終えたフランケルは、2011年度のカルティエ賞年度代表馬、最優秀3歳牡馬に選出された。セシルは、「どのスポーツにもチャンピオンは必要であり、今年はフランケルでした。最初はちょっと予想がつきませんでしたが、流れがフランケルに落ち着き、最終的に決しました」と語った。翌シーズンの予定では距離延長が指向され、芝10ハロンのエクリプスステークスが示唆されたほか、ダート競走のブリーダーズカップ・クラシックも視野に入れられた。
2011年度のワールドサラブレッドランキングでは、サセックスステークスとクイーンエリザベス2世ステークスでのパフォーマンスに対して、いずれも楽勝であったことから中間発表の値に1ポンドの上方修正が行われ、136ポンドの評価に改められた。本馬の同評価は、ワールドサラブレッドランキングの制度が開始された以後では、距離部門の異なる2006年のシーザスターズと同等であると判断された歴代最高評価であり、国際クラシフィケーションの時代を含めても、マイル部門では1984年のエルグランセニョール（138）以来の高評価であった。
民間レーティング各社の評価はさらに高く、レーシングポストレーティングは、本馬のクイーンエリザベス2世ステークス圧勝に対して同レーティングが1986年に始まって以来最高評価のドバイミレニアムと並ぶ139ポンド、タイムフォーム誌のレーティングは、シーバード（145）、ブリガディアジェラード（144）、テューダーミンストレル（144）に次いで歴代4位となる143ポンドであった。

### 4歳時（2012年）

#### 負傷
セシル厩舎の優れた競走馬は4月中旬のニューマーケットやニューベリーで始動する場合もあるが、フランケルの場合は5月19日のロッキンジステークスを目標に調整が進められた。しかし4月11日、朝の調教を終え、厩舎の馬房に戻ってバンテージを取り外されたフランケルの右前肢に、熱感、腫脹、疼痛が認められることが判明し、本馬が屈腱炎を患ったのではないかという可能性が浮上した。担当獣医チャーリー・スミスによってスキャン検査が行われた結果、断裂はしていないながらも表皮内側の周辺に炎症があることが確認された。セシルは脚が交錯してぶつかったのだろうと推測し、その翌朝にジャドモントファームが声明を発表、翌4月12日のガーディアン紙には、自分で自分の脚を蹴る「交突」を起こしたのだろうというセシルのコメントが引用された。
翌週に行われる更なる検査まで運動再開を待つべきであることが分かり、調教の予定は一旦白紙となったが、始動戦まで1か月余りを控えたなか、セシルはウォーレンプレイスの覆馬場で常歩とダクを行わせることで体を動かさせることにした。この間、4月14日頃からフランケルが引退するのではないかという噂が流れだし、グランドナショナル当日のBBCでこの話題が言及されたことより、多くのメディアがこれを紹介するまでに至ったため、グリムソープが噂を完全否定する声明を発表するという「誤報騒動」に発展している。この時点では、本馬のロッキンジステークス出走は難しいと判断された。更なる検査が行われた結果、腱に損傷は無く、現役続行に問題がないことが判明したため、当初の予定通りロッキンジステークスに向かうこととなった。2000ギニーが行われた5月5日のニューマーケット競馬場では、レースコース・ギャロップという公開調教も行われ、本馬がライアン・ムーア騎乗のブレットトレインらを圧倒する走りを見せてセシルを満足させた。ロッキンジステークスの前日には、早い段階で戦闘態勢に入った本馬が壁を蹴ったはずみで蹄鉄を外してしまい陣営は対処に迫られたが、これを除けばシーズン初戦への調整は順調に進んでいった。

#### ロッキンジステークス
2012年5月19日、ニューベリー競馬場の6頭立てで行われたロッキンジステークスは、フランケルが2対7（約1.29倍）で1番人気、ジョセフ・オブライエン騎乗のエクセレブレーションが10対3（約4.33倍）で2番人気、ドバウィゴールドが16対1（17倍）で3番人気という人気順となった。特に、前年、三度フランケルの後塵を拝したエクセレブレーションは、この年からクールモアグループの所有となり、数々の名馬を手がけたエイダン・オブライエン厩舎に転厩していた。そして移籍初戦のG3競走を勝利で飾り、万全の態勢でフランケルを待ち構えていたのである。セシルは「まともな馬場であればロッキンジに出走する予定です」と述べていたが、実際に同競走の芝は硬すぎず軟らかすぎないGoodの馬場状態で行われた。
発走すると、クイーンエリザベス2世ステークスに引き続き本馬のペースメーカーとして出走したブレットトレインがスムーズに先頭に立ち、同馬は前走のような大逃げを打たず、「フランケルにブレットトレインの後ろを追走させる」ことを意識したイアン・モンガンの騎乗のもとで後方を確認しながらペースを作った。フランケルは初めに掛かるとこを見せながらもその背後で2番手を追走、さらにその後ろにエクセレブレーションが続いた。フランケルは残り2ハロン地点でブレットトレインに並び掛け、数完歩で交わすと、その後も持続的に後続を引き離し、エクセレブレーションの4度目の挑戦をあっさりと退け、最後は5馬身差を付けて優勝した。
同競走において、2着馬エクセレブレーション（イギリスでは前年のレーティング125）は3着馬ドバウィゴールド（前年のレーティング117）に力通りの4馬身差を付けており、レーティングではこの入着馬2頭が前年のトップパフォーマンスを再現したと見なされた。これによって、エクセレブレーションに5馬身差を付けたフランケルのレーティングは138ポンドとなり、本馬は今シーズン初戦にして前年を上回る評価を記録し、また2004年のワールドサラブレッドランキング創設以来では最も高い評価を得る結果となった。フェザーストンハウは、フランケルが前年からの成長を証明し、怪我を克服して優勝したこの競走を自らが見たベストレースの最終候補に挙げている。
セシルは、本馬が始動戦を叩かれてさらに良化するということを理由に、「次は更に（3〜4馬身程）良くなるのではないか」「多くの調教師がそうであるように、私達も初戦で100パーセントの力を出させることはしない」と、次走で更にパフォーマンスを上げることに自信を見せていた。

#### クイーンアンステークス
ブリティッシュ・チャンピオンズシリーズの最高経営責任者ロッド・ストリートの消費需要調査によれば、フランケルが10連勝を達成して連勝記録を二桁の大台に乗せた4歳春頃から、本馬の名は一般にも響き渡るようになっていた。2012年6月19日、ロイヤルアスコット開催初日のクイーンアンステークスは、フランケルの出走した競走の割には多頭数となる11頭が揃ったが、新興勢力の台頭は無かった。人気順は、フランケルが1対10（1.1倍）という圧倒的な1番人気、そしてエクセレブレーションが5対1（6倍）で2番人気、ストロングスートが10対1（11倍）で3番人気となった。 
競走の発走に伴ってブレットトレインが先頭に立つと、フランケルはその背後に入って追走し、競走前半の4ハロンを50秒96、次いで各1ハロンを11秒26、さらに10秒58と加速、同日のキングズスタンドステークスの出走馬を凌ぐ瞬発力で走行した。残り3ハロン辺りでエクセレブレーションに並び掛け、まもなく交わした本馬は、次の2ハロン間ではエクセレブレーションより1秒18速く走行、最後の1ハロンでも同馬より0秒69速く走行するという圧倒的な末脚を発揮し、最後は同馬に11馬身の大差を付けて優勝。馬場状態は稍重ながら、勝ち時計の1分37秒85はレコードタイムに0秒69迫るものであった。
競走後、表彰のためにパドックへ帰るまでの間、カメラマンに囲まれたフランケルは蹄鉄を一つ落とした。翌日セシルは競走中に落鉄した旨を報告、本馬に異常は無かったものの、念のため右前肢に湿布が貼られ、後にこの蹄鉄はオークションに出品された。
セシル、クウィリーが口を揃えて「これまでのベストパフォーマンス」と認め、騎手の間では「同一年にジュライカップと凱旋門賞を勝てるのではないか」との声も上ったこの競走振りに、タイムフォーム誌は歴代1位のシーバードを上回る147ポンドという評価を、またレーシングポスト誌は初めて140の壁を超える142ポンドという評価を与えた。公式のレーティングでは、国際クラシフィケーション時代にレーティングの基本的な最高値が140であったなかで1986年のダンシングブレーヴに対して例外的に141ポンドの評価が与えられていたが、ワールドサラブレッドランキングにおけるフランケルはこの歴代1位に1ポンド差までせまる140ポンドとなった。後続馬に差を詰められた2着馬エクセレブレーション、近走がやや低調だった3着馬サイドグランス（前年のレーティング115）の両馬は自己最高の走りを実現できなかったと見なされたため、当シーズンの始動戦で当時ドイツ最高マイラーのアリアンサスに半馬身差迫る走りを見せていた4着馬のインドミトがレーティング112に設定され、これを出発点にしてサイドグランスが114ポンド、エクセレブレーションが115ポンド、そしてフランケルが140ポンドと算出されたものである。同レーティングを踏まえて、公式ハンデキャッパーのドミニク・ガーディナー＝ヒルは、ダンシングブレーヴが勝利した1986年の凱旋門賞における出走馬の質の高さを引き合いに出し、凡走したエクセレブレーションを除けば多くが格下馬であったこのクイーンアンステークスの勝利をもって本馬が過去最高であると断定することはできないと述べた。しかしその後、歴代レーティングの見直しがあり、1977年から1991年までのレーティングが一律で引き下げられ、このうち、ダンシングブレーヴのいた1986年は3ポンドの引き下げとなったため、今日では公式のレーティングにおいても、フランケルが当時の同競走で歴代単独1位のパフォーマンスを示したことになっている。これらの査定は、各団体がその尺度において本馬を最も高い評価に位置づけ、いわば「史上最強馬」であると認めたものであった。

#### サセックスステークス
リンパ腫が進行していたセシルはインターナショナルステークスを最優先に治療のスケジュールを組み、7月頃から集中的な化学療法を受けることになったため、8月1日のサセックスステークスでは、本馬のデビュー以来初めて、管理調教師が競馬場に臨場せずに欠席する事態となった。出走馬はわずか4頭立てとなり、本馬の単勝人気は1対20（1.05倍）という生涯最小のオッズを記録、エクリプスステークス2着馬のファーが対抗で11対1（12倍）となった。
競走ではフランケルはブレットトレインの後ろを折り合いながら追走し、直線に入ると残り2ハロン余りでブレットトレインを交わした。最後はこれまでと同様に右によれるところを見せながらも、2着ファーに対し手綱を控えながら6馬身差を付けて優勝。これによって史上初となる同競走の連覇を達成した。この単勝配当は、第二次世界大戦後の同競走では1959年のプチトエトワールの1対10を超える最少記録であった。
競走後のセシルによって、フランケルは10ハロン程度までの距離延長によってインターナショナルステークスに出走し、さらにチャンピオンステークスまたはクイーンエリザベス2世ステークスで現役を終えることが示唆された。また予定された両競走の間隔が2か月と長いことから、グリムソープはこの間にフランスへ遠征して9月16日のムーラン・ド・ロンシャン賞を使う可能性を表明したが、セシルはこれの実現性について疑問を呈した。

#### インターナショナルステークス

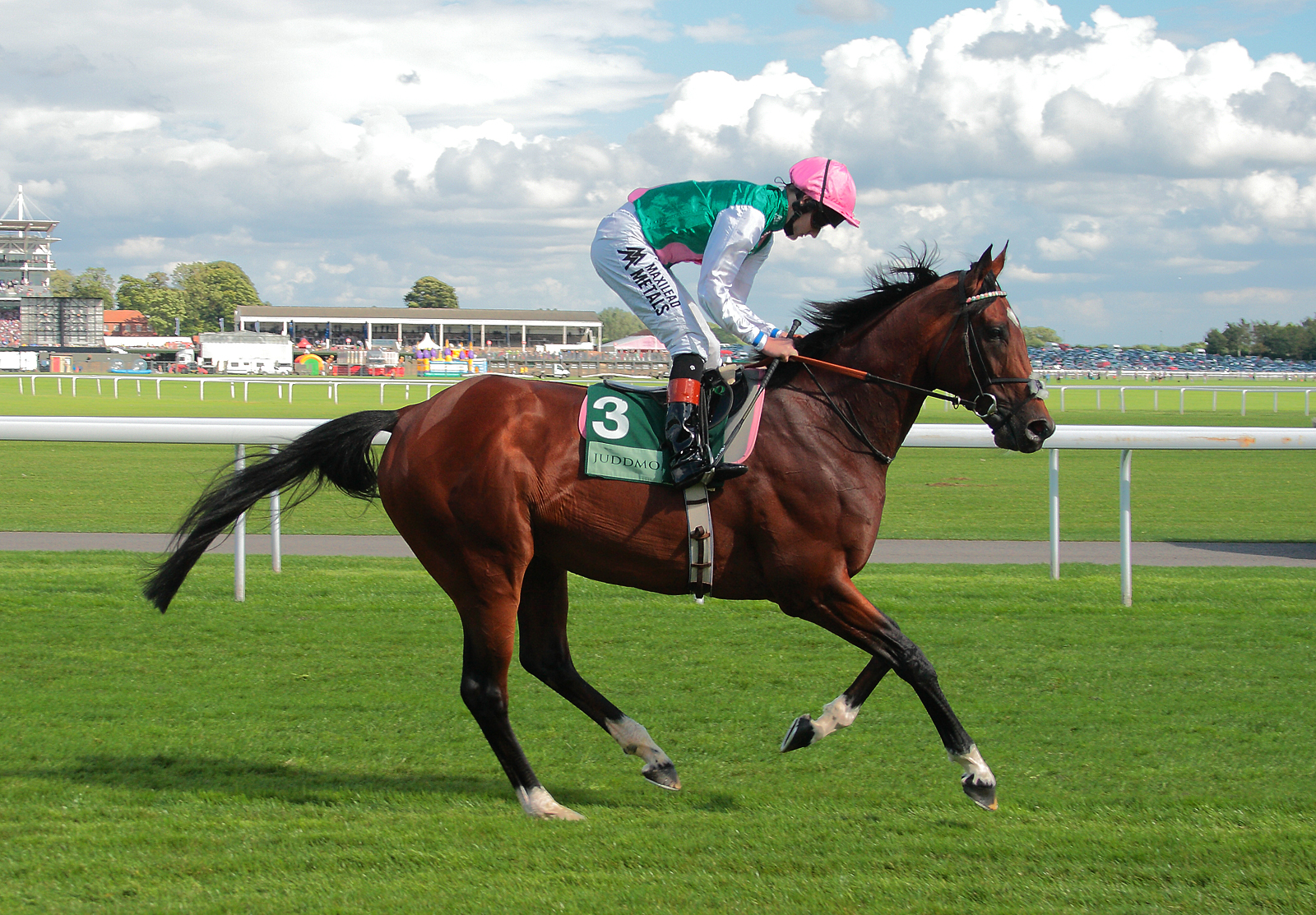
インターナショナルステークス：発走前

サセックスステークスの連覇を果たしたことで、陣営は早い段階から4歳夏での参戦を予定していた中距離のインターナショナルステークスにフランケルを出走させた。本馬がニューマーケット以北の競走に出走するのは2歳時ドンカスターの条件戦以来で、ITVのヨークシャー区域の放送では主役として取り上げられ、またブリティッシュ・チャンピオンズシリーズの主催者によってコマーシャル映像が作られて宣伝された。この影響もあり、当日、ヨーク競馬場には、前年比50%以上増となる3万163人の観客が集まり、パドックに入ったフランケルには護衛の警官が2人つけられた。
インターナショナルステークスでは、コロネーションカップ2回、ブリーダーズカップターフなどG1競走4勝のセントニコラスアビー、サセックスステークス2着のファー、チャンピオンステークス2回、エクリプスステークスを勝利し、さらに同競走の連覇を懸けていた僚馬トゥワイスオーヴァーの3頭が対抗馬と目された。人気順は、フランケルがキャリア最長であった1マイルから500メートル近くの距離延長ながら1対10（1.1倍）と圧倒的な形勢となり、セントニコラスアビーが5対1（6倍）、ファーが10対1（11倍）、トゥワイスオーヴァーが12対1（13倍）、さらに前走のG2ヨークステークスを勝利したスリプトラが20対1（21倍）、ガネー賞勝ち馬プラントゥールが25対1（26倍）などで続いた。モンガンはトゥワイスオーヴァーに騎乗し、ブレットトレインの鞍上はエディ・アハーンとなった。この勢力図のうえで、同競走はブリガディアジェラードがロベルトに唯一の敗北を喫した「チャンピオンの墓場」であることによっても注目された。
発走すると、フランケルは出遅れ、最後方の2頭に並ぶ形で折り合った。初めはブレットトレインが先頭に立ったが、ロビンフッドとウィンザーパレスが主張して前に行く展開となり、残り5ハロン地点でもフランケルは先頭ロビンフッドから1秒38遅れた7番手の位置にあった。出走馬9頭が直線に入ると、フランケルは外ラチ側に寄せられ、残り3ハロン辺りで内側のセントニコラスアビーと併せ馬の態勢となった。フランケルは残り2ハロン地点にさしかかると前方に進出し始め、馬場中央でセントニコラスアビー、トゥワイスオーヴァー、ファーなどが激しく追われるなか、本馬はその外ラチ側を馬なりのままで抜け出した。残り4ハロン地点から3回連続で1ハロン当たり12秒未満のラップタイムを記録したフランケルは、残り1ハロンで手綱を扱かれると馬体を沈め、さらにストライドを広げるという圧倒的な走りを見せ、上がり1ハロンを12秒1でまとめて最後は2着ファーと3着セントニコラスアビーの両馬に7馬身差を付けて優勝した。勝ち時計の2分06秒59は標準タイムより0秒9速い結果であった。これでデビューからの連勝は13、連続するG1競走8連勝を達成し、これまでロックオブジブラルタルが保持していたヨーロッパにおけるG1競走の連勝記録を更新した。
競走後、ロイヤルアスコット開催以来競馬場に訪れていなかったセシルはチャンネル4のインタビューに対して「これで20歳若返ったよ」と語り、また、フランスのムーラン・ド・ロンシャン賞に出走する可能性は低く、チャンピオンスステークスが現役最後の一戦となることを示唆した。
ワールドサラブレッドランキングではこの圧勝が評価され、当該の7馬身差が16ポンド差に相当するという判断のもと、フランケルは中距離部門でもクイーンアンステークスでの圧勝と同等とされるレーティング140ポンドを得た。以下、ファーの2着に対してはエクリプスステークス2着と同等の124ポンド、セントニコラスアビーの3着に対してはコロネーションカップ1着と同等の124ポンドとする評価が行われている。レーシングポストレーティングによる評価は、クイーンアンステークスの勝利と同等とされる143ポンド。タイムフォームのレーティングによる評価は143ポンド。また、タイムフォームのタイム指数は136となり、前年の2000ギニー勝利と並ぶ21世紀最速の評価となった。

#### チャンピオンステークス
ヨークで勝利したフランケルの存在は、病魔に侵されながらも低迷期からの復活を果たしたカリスマ的な調教師セシルの物語とともに、一般大衆の話題として受容されるまでになっていた。
フランケルが500メートル近い距離延長を難なくこなしたことは、12ハロンの凱旋門賞出走の憶測を呼び、ブックメーカーもこれに反応した。その後、公式に陣営がブリティッシュ・チャンピオンズデーのチャンピオンステークスへの出走を表明し、この時点では未確定ながらこれが本馬の引退戦であると一般的に確実視されるようになると、同競走はイギリスにおける平地競馬としては最大級の注目を集めることになった。10月20日に競走が開催されるアスコット競馬場のプレミアエンクロージャーの入場券は9月3日時点で完売したという
競走開催週は週間総雨量約1.5インチという降雨が続き、当日の馬場は「ところにより不良（Heavy）」という但し書きの付いた重馬場（Soft）となった。この競走には、同年のガネー賞とドラール賞を勝って当時の中距離部門世界2位であったシリュスデゼーグル、同じくエクリプスステークスを勝って中距離部門3位タイであったナサニエルが参戦し、10ハロンにも重馬場にも適正を持つ両頭が強敵となった。特に前年のチャンピオンステークス優勝馬シリュスデゼーグルは重馬場巧者と定評があった。一方でこの馬場は、フランケルにとっては辛勝を収めたデビュー戦の1回しか経験していなかったものであり、本馬の重馬場適正が注目された。セシルが馬場状態を理由に管理馬の出走を取り消すことのほとんどない調教師であるということもあり、グリムソープがアスコットの馬場管理責任者クリス・スティッケルスと相談して実際に馬場を歩いて確かめたことを決め手に、フランケルの出走は決定された。人気順はフランケルが2対11（約1.18倍）という圧倒的な支持を受け、シリュスデゼーグルが9対2（5.5倍）、ナサニエルが9対1（10倍）となり、この後にドイチェスダービーとダルマイヤー大賞を連勝した3歳馬パストリアスが33対1（34倍）、同年のジェベルハッタ勝ち馬マスターオブハウンズが80対1（81倍）で続いた。
競走でフランケルは発走後もしばらくゲートに留まり、前走よりも程度の酷い約2馬身差の出遅れを見せたため、手綱を扱かれて前方馬群へと追い立てられた。競走前にセシルからムラの無いラップを刻むようにと指示を受けていたブレットトレイン鞍上のモンガンは、フランケルが想定外に出遅れたため、急遽一度控える作戦を取り、同馬が直後に付けられるところまで位置を下げた。この結果、シリュスデゼーグルが先頭に立ち、徐々に進出したフランケルはナサニエルの背後となる4番手で落ち着いた。中盤に入ると、フランケルの位置取りを確認したモンガンはブレットトレインを押して進出し、外のシリュスデゼーグルと内に入ったブレットトレインが2頭並んで馬群を先導する形となった。シリュスデゼーグルがスムーズに直線に入り、ブレットトレインが後退をし始めた頃、外からウィリアム・ビュイックに追われたナサニエル、さらにその外から持ったままのフランケルも進出を開始した。フランケルは残り1ハロン地点でシリュスデゼーグルに並び掛けて先頭に立ち、さらに鞭を受けたが、シリュスデゼーグルも頑強に抵抗したため、その後も両馬は一杯に追われ続けた。しかし決勝線が近づくにつれてフランケルのシリュスデゼーグルに対する優勢が示されていき、本馬が余裕を持って最終的に1馬身3/4差を2着馬との間に空けて優勝した。シリュスデゼーグルから2馬身1/2差遅れて3着に入ったのがナサニエルであり、以下も全く人気通りの着順となった。この際に実況アナウンサーのリチャード・ホイルスが発した「誰が相手でも、どんな馬場でも、彼は負けない！」（All comers, all grounds, all beaten!）という実況は、この11か月後に行われた亡きセシルをしのぶ式典でも引用されている。これでデビューからの連勝は14、連続するG1競走9連勝を達成。これまでアメリカのゼニヤッタが単独で保持していたG1競走の連勝記録に並び、その後、2018年オーストラリアのウィンクスによって更新されるまでフランケルはこの世界タイ記録を保持することになる。
競走後、クウィリーは、「馬場を気にして、いつものように弾けなかったけど、滅多に使わないムチを1回入れたら、ギアを替えてくれました」と語った。早い段階からフランケルの素質に気付いていながら、それを吹聴することは慎んでいたセシルも、本馬の現役引退が正式に決定されると「フランケルほどの馬はこれまで調教したことも見たこともない。今後これ以上の馬が現れるとしたら驚きだ」と評価している。本馬の同競走優勝によるレーティングは135ポンド。以下、シリュスデゼーグルの2着に対してはガネー賞およびドラール賞の圧勝と同等の131ポンド、ナサニエルの3着に対してはこれまでの同シーズン3戦全てと同等の126ポンドとする評価が行われている。

#### 現役引退
チャンピオンステークスより数週間前から、一般的に同競走がフランケルのラストランであると解されてたが、この件は馬主側から公式な声明によって発表されておらず、グリムソープも今後の去就については知らされていなかった。またセシルは、自身の病状が悪化しているなかでも、調教師の健康状態を理由にフランケルの引退を決定しないようにとグリムソープに懇願し、本馬の翌2013年での現役続行と、それに伴うキングジョージ6世&クイーンエリザベスステークス、凱旋門賞など12ハロン戦への参戦を望んでいた。BBCによる最後の平地競馬中継となった番組で、リポーターのリッシ・パーサドが「殿下、彼は現役を続けるのか、それとも引退するのか、既にお決めになっていらっしゃいますか？」とアブドゥッラーに問うと、アブドゥッラーは一言「これで終わりです」と語り、その20秒後、パーサドによってフランケル引退の第一報が伝えられた。なお、セシルはこの翌2013年の6月11日に死去することになる。

#### 最優秀古馬および年度代表馬
フランケルは、全てイギリスの競走に出走し、4歳の8月までに7ハロン戦で3勝、8ハロン戦で9勝を挙げ、最後に10ハロン88ヤード戦と10ハロン戦を勝利した。最終的に、デビューから14戦無敗（うちG1競走は通算10勝、9連勝）という無傷の戦績で引退した。タイムフォームは、イギリスにおいて2歳、3歳、4歳の3シーズン全てでチャンピオンとなったのはスプリンターのアバーナント以来のことであり、またこれほど記録的な無敗の平地競走馬は19世紀の16戦16勝馬オーモンド以来であったとしている。また、同シーズンをG1競走の5戦5勝で終え、11月13日には、2012年度のカルティエ賞最優秀古馬、そして前年に続き年度代表馬に選出された。種付け料は12万5000ポンドと発表され、種牡馬価値は1億2500万ポンドが見込まれた。
公式レーティングは、同年度末の会議では141という上方修正案も出されたが、最終的に中間発表と同一の値140ポンドで確定された。なお、140の大台に乗った首位のフランケルに続いて、チャンピオンステークス2着などで自己最高の評価を更新したシリュスデゼーグルが131ポンドで2位、フランケルの後塵を5度拝したエクセレブレーションが130ポンドで3位タイという内容となったが、130ポンド以上の評価を得た競走馬が4頭いるという同年の結果は、ワールドサラブレッドランキングの創設された2004年以来初めてのことであった。

## 競走成績
以下の内容は、BHAの情報に基づく。
| 出走日     | 競馬場           | 競走名                  | 格 | 頭数 | オッズ（人気） | 着順 | 騎手         | 斤量  | 距離（馬場）  | タイム   | 着差   | 着差      | 1着（2着）馬         |
| ---------- | ---------------- | ----------------------- | -- | ---- | -------------- | ---- | ------------ | ----- | ------------- | -------- | ------ | --------- | -------------------- |
| 2010.08.13 | ニューマーケット | メイドン                |    | 12   | 2.75（1人）    | 1着  | T.クウィリー | 129lb | 芝8f (Sft)    | 01:43.69 | -0.07s | 1/2馬身   | (Nathaniel)          |
| 0000.09.10 | ドンカスター     | 条件戦                  |    | 3    | 1.50（1人）    | 1着  | T.クウィリー | 128lb | 芝7f (Gd)     | 01:24.83 | -2.18s | 13馬身    | (Rainbow Springs)    |
| 0000.09.25 | アスコット       | ロイヤルロッジS         | G2 | 5    | 1.30（1人）    | 1着  | T.クウィリー | 124lb | 芝8f (GS)     | 01:41.73 | -1.76s | 10馬身    | (Klammer)            |
| 0000.10.16 | ニューマーケット | デューハーストS         | G1 | 6    | 1.67（1人）    | 1着  | T.クウィリー | 127lb | 芝7f (GS)     | 01:25.73 | -0.43s | 2 1/4馬身 | （Roderic O'Connor） |
| 2011.04.16 | ニューベリー     | グリーナムS             | G3 | 6    | 1.25（1人）    | 1着  | T.クウィリー | 126lb | 芝7f (GF)     | 01:24.60 | -0.65s | 4馬身     | (Excelebration)      |
| 0000.04.30 | ニューマーケット | 2000ギニー              | G1 | 13   | 1.50（1人）    | 1着  | T.クウィリー | 126lb | 芝8f (GF)     | 01:37.30 | -0.94s | 6馬身     | (Dubawi Gold)        |
| 0000.06.14 | アスコット       | セントジェームズパレスS | G1 | 9    | 1.30（1人）    | 1着  | T.クウィリー | 126lb | 芝8f (Gd)     | 01:39.24 | -0.15s | 3/4馬身   | (Zoffany)            |
| 0000.07.27 | グッドウッド     | サセックスS             | G1 | 4    | 1.62（1人）    | 1着  | T.クウィリー | 125lb | 芝8f (Gd)     | 01:37.47 | -0.84s | 5馬身     | (Canford Cliffs)     |
| 0000.10.15 | アスコット       | クイーンエリザベス2世S  | G1 | 8    | 1.36（1人）    | 1着  | T.クウィリー | 126lb | 芝8f (Gd)     | 01:39.45 | -0.71s | 4馬身     | (Excelebration)      |
| 2012.05.19 | ニューベリー     | ロッキンジS             | G1 | 6    | 1.29（1人）    | 1着  | T.クウィリー | 126lb | 芝8f (Gd)     | 01:38.14 | -0.86s | 5馬身     | (Excelebration)      |
| 0000.06.19 | アスコット       | クイーンアンS           | G1 | 11   | 1.10（1人）    | 1着  | T.クウィリー | 126lb | 芝8f (GS)     | 01:37.85 | -1.92s | 11馬身    | (Excelebration)      |
| 0000.08.01 | グッドウッド     | サセックスS             | G1 | 4    | 1.05（1人）    | 1着  | T.クウィリー | 133lb | 芝8f (Gd)     | 01:37.56 | -1.08s | 6馬身     | (Farhh)              |
| 0000.08.22 | ヨーク           | インターナショナルS     | G1 | 9    | 1.10（1人）    | 1着  | T.クウィリー | 131lb | 芝10f88y (GF) | 02:06.59 | -1.14s | 7馬身     | (Farhh)              |
| 0000.10.20 | アスコット       | チャンピオンS           | G1 | 6    | 1.18（1人）    | 1着  | T.クウィリー | 129lb | 芝10f (Sft)   | 02:10.22 | -0.28s | 1 3/4馬身 | (Cirrus des Aigles)  |

- 馬場状態：GF=Good to Firm（良）、Gd=Good（良）、GS=Good to Soft（稍重）、Sft=Soft（重）[318]
- lb：ポンド（≒0.4536 kg）、f：ハロン（≒201.2 m）

## 種牡馬時代

### 産駒デビューまで（2013年 - 2015年）

#### 2013年
2013年からフランケルは、イギリス・サフォーク州・ニューマーケット郊外のバンステッドマナースタッドで種牡馬として繋養された。初年度の種付け料は12万5000ポンド（発表当時のレートで約1600万円）と設定された。現役時代に引き続きフランケルを所有するジャドモントの「高い種付け料を支払った生産者にとって、競走馬市場にフランケル産駒が多く流れるのは好ましくない」との考えから、フランケルに初年度に配合される牝馬の数は、21世紀の軽種馬生産では決して多いとはいえない130頭に設定されたが、そのうちG1優勝馬が38頭、G1優勝馬の母馬が26頭を占めた（双方にあてはまる牝馬が2頭いる）。G1優勝馬の中にはアレクサンダーゴールドラン、ダーレミ、デインドリーム、フィンシャルベオ、ミッデイ、スタセリタ、ザゴラなどが含まれる。最終的には133頭の牝馬に種付けして126頭の受胎が確認され、不受胎馬7頭のうち6頭も受胎後の胎児死亡が確認されたことで、種牡馬としての高い受胎成功率を示した。ジャドモント自らが保有する繁殖牝馬への種付けは24頭となり、残り109頭は外部の繁殖牝馬への種付けとなった。北米からもゼニヤッタの半姉バランスなど複数のG1優勝牝馬やG1馬の母馬が種付けのために大西洋を渡り、また、秋にも南半球から来た繁殖牝馬21頭に限定的に種付けを行った。

#### 2014年 - 2016年
初年度産駒が生まれた当初は、フランケル産駒は馬産地において「ばらつきがある」という評判を与えられた。しかし初年度産駒が1歳を迎えると筋骨隆々の父親に似る仔も多く現れ、2015年秋のイギリスおよびアイルランドの1歳市場では、11頭の同産駒が平均価格48万6914ギニーという高値で購買された。2014年以後も種付け料は12万5000ポンドに維持された。本格的な調教を迎えた初年度産駒は、各所から「仕上げに時間がかかりそうだ」という指摘がなされた。

### 産駒デビュー後（2016年 - ）

#### 2016年
初年度産駒は2016年にデビューすると、イギリス・アイルランドのみでも、デビューした28頭のうち15頭が勝ち上がって通算22勝という高い勝ち上がり率を見せた。イギリスで2頭、フランスで2頭、日本で2頭が重賞を勝つという順調なスタートを切り、とりわけ日本で誕生した母スタセリタのソウルスターリングは阪神ジュベナイルフィリーズを制して産駒の初G1勝利を挙げ、JRA賞最優秀2歳牝馬に選出された。初年度産駒が一定の実績を収めた後の供用5年目となる2017年シーズンの種付け料も、従来と変わらず12万5000ポンドの設定となった。

#### 2017年
翌2017年には、日本のソウルスターリングが引き続き優駿牝馬を勝利して同年のJRA賞最優秀3歳牝馬に選ばれることになる活躍を見せると、ヨーロッパでもクラックスマンがダービー3着、アイリッシュダービー2着など好走。シーズン終盤に入るとクラックスマンがチャンピオンステークスを同年のヨーロッパ最高かつ世界3位の評価となる7馬身差の圧勝によって制し、重賞3連勝で産駒のヨーロッパG1初勝利を挙げてカルティエ賞最優秀3歳牡馬に選出されるなど、初年度産駒は3歳になっても好成績を挙げ、産駒の2シーズン目終了時には勝ち上がり43頭でうち31頭がステークス競走に勝利し、イギリス・アイルランドの種牡馬ランキングではガリレオ、ダークエンジェル、ドバウィに続く4位という好成績を残した。この実績から2018年の種付け料は17万5000ポンドに引き上げられた。

#### 2018年
2018年にはクラックスマンがヨーロッパ古馬中距離戦線の主軸を担い、ガネー賞とコロネーションカップを制し、さらにチャンピオンステークスを6馬身差の圧勝で連覇するという成績を残し、同年世界1位の評価を得て種牡馬入りした。さらに日本でも、同国における初年度産駒10頭の中からソウルスターリングに続いてモズアスコットが台頭、安田記念を優勝し、世界で3頭目かつ日本で2頭目となる産駒のG1馬となった。このほかイギリス・アイルランドでは、ウィズアウトパロールがセントジェームズパレスステークスを制するなどしてロイヤルアスコット開催のトップサイアーとなり、また同地域の種牡馬ランキングではガリレオ、ドバウィに続く第3位の地位に就いた。またフランスでもコールザウィンドが4000メートルの長距離G1競走カドラン賞を制し、ヨーロッパで3頭目のG1馬となった。

#### 2019年
2019年にはイギリスクラシック競走の勝ち馬も現れ、初めにアナプルナがオークスステークスを制し、さらにロジシャンがセントレジャーステークスをコースレコードで勝利した。クアドリラテラルはデビューから3連勝でフィリーズマイルを制し、カルティエ賞最優秀2歳牝馬に選出。G1競走優勝馬を5頭送り出し、イギリス・アイルランドの種牡馬ランキングでもガリレオ、シーザスターズ、シャマーダルに続く第4位に付けた。

#### 2020年
2020年には、日本でモズアスコットがダート競走2連勝でフェブラリーステークスを制し、同産駒としては初めてのダートグレード競走優勝、また同国調教馬として史上初となる芝とダートの国際GI競走両制覇を達成。同年9月にはカラハラがフランスのG3ダレンベルグ賞を勝ったことで、「グループ制の導入以降史上最速での産駒の重賞40勝」を達成した。イギリス・アイルランドの種牡馬ランキングでは、G1競走制覇を欠いて第12位まで後退したが、同年にデビューした2歳産駒は同地域で19頭勝ち上がり、2歳産駒勝利数の自己最多を更新、12月には日本のグレナディアガーズが朝日杯フューチュリティステークスをレースレコードで勝利し、翌年クラシック世代の「当たり年」の先鞭をつけた。

#### 2021年
2021年にはアダイヤー（ダービーステークス、キングジョージ6世&クイーンエリザベスステークス）、ハリケーンレーン（アイリッシュダービー、パリ大賞典、セントレジャーステークス）の両馬を筆頭に欧米各国で年齢、性別・距離を問わない複数の活躍馬が現れ、同年に死亡した父ガリレオの有力後継馬としての地位を高めた。同年9月にインスパイラルがイギリスのG2メイヒルステークスを勝ったことで、「ヨーロッパに拠点を置く種牡馬として史上最速の北半球産産駒の重賞50勝」を達成、同馬はさらにフィリーズマイルを制してカルティエ賞最優秀2歳牝馬に選出された。イギリス・アイルランドの種牡馬ランキングでも、これまではガリレオなどに引けを取る成績であったが、産駒がデビューして6年目となるこの年、前年のガリレオと同水準の賞金526万ポンド余りを収得し、初めてリーディングサイアーの座に就いている。英国に繋養されている種牡馬が英愛リーディングサイアーとなるのは、ミルリーフ以来34年ぶりであり、また、フランスでもリーディング第5位に入るなどして、賞金額ベースでのヨーロッパリーディングサイアーにも輝いた。これによって2022年の種付け料は20万ポンド（2021年のレートで約3100万円）に増額されることになった。

#### 2022年
2022年7月30日、エモーションがニューマーケットのリステッドレースを勝利して、100頭目のステークスウィナーとなった。初年度産駒が競走年齢（2歳）に達した年の1月1日から数えて2402日目での記録であり、これはデインヒルと並んで過去最速タイの記録である。
そして10月の凱旋門賞ではアルピニスタが凱旋門賞を優勝し、産駒による凱旋門賞制覇が成し遂げられた。

#### 2023年
2023年は11頭の産駒がG1を勝利、これは北半球の種牡馬で最多である。2024年度の種付け料は35万ポンド（約6500万）に設定され、これはドバウィと並んで欧州最高額となる。

#### 2024年
8月10日のスイートソレラステークスをレイクヴィクトリアが勝利して、100頭目の重賞馬を輩出。父ガリレオやデインヒル、ドバウィ、ディープインパクトを上回る史上最速の3144日で達成した。

### 主な産駒
- 2014年産
  - ソウルスターリング - 阪神ジュベナイルフィリーズ、優駿牝馬、チューリップ賞（日G3）
  - Cracksman - チャンピオンステークス（2017年・2018年）、ガネー賞、コロネーションカップ、グレートヴォルティジュールステークス（英G2）、ニエル賞（仏G2）
  - モズアスコット - 安田記念[362]、フェブラリーステークス、根岸ステークス（日G3）
  - Call the Wind - カドラン賞、Prix Kergorlay（仏G2)、Prix de Barbeville（仏G3）
  - Dream Castle - ジェベルハッタ、Al Rashidiya（唖G2）、Singspiel Stakes（唖G3）
  - Mirage Dancer - メトロポリタンハンデキャップ、Glorious Stakes（英G3）
  - Queen Kindly - Lowther Stakes（英G2）
  - Finche - Prix Eugène Adam（仏G2）、Prix de Reux（仏G3）、Kingston Town Stakes（豪G3）
  - Eminent - Prix Guillaume d'Ornano（仏G2）、クレイヴンステークス（英G3）
  - Fashion Business - Del Mar Handicap（米G2）
  - Fair Eva - Princess Margaret Stakes（英G3）
  - Last Kingdom - Prix Daphnis （仏G3）
  - Frankuus - Prix de Condé（仏G3)、Rose of Lancaster Stakes（英G3）
  - ミスエルテ - ファンタジーステークス（日G3）
  - Cunco - クラシックトライアル（英G3）
  - Lady Frankel - Prix de Lieurey（仏G3）
  - Toulifaut - Prix d'Aumale （仏G3）
  - Monarchs Glen - Darley Club Stakes（英G3）
  - Simply Brilliant - January Cup（香G3）

- 2015年産
  - Without Parole - セントジェームズパレスステークス
  - Veracious - ファルマスステークス、Atalanta Stakes（英G3）
  - Outbox - ジョッキークラブステークス（英G2）
  - Rostropovich - Futurity Stakes（愛G2）、Club Stakes（愛G3）
  - Elarqam -  York Stakes（英G2）、Somerville Tattersall Stakes（英G3）、アークトライアル（英G3）
  - Nelson - Juvenile Stakes（愛G3）、Ballysax Stakes（愛G3）
  - Lightening Quick - Athasi Stakes（愛G3）
  - Master Of Reality -  Vintage Crop Stakes（愛G3）
  - Sun Maiden - Hoppings Stakes（英G3）
  - Learn By Heart - Stockholms Stora Pris（瑞G3）

- 2016年産
  - Anapurna - オークスステークス、ロワイヤリュー賞
  - Logician - セントレジャーステークス、グレートヴォルティジュールステークス（英G2）
  - Obligate - Prix de Sandringham（仏G2）
  - Elizabeth Way - Nassau Stakes（加G2）、The Very One Stakes（米G3）
  - East - Prix Thomas Bryon（仏G3）
  - Suphala - Prix Chloé（仏G3）
  - Fount - Prix de Lieurey（仏G3）
  - Delaware - Prix Daphnis（仏G3）

- 2017年産
  - Quadrilateral - フィリーズマイル
  - Hungry Heart - ヴァイナリースタッドステークス、オーストラリアンオークス、Sweet Embrace Stakes（豪G2）、Phar Lap Stakes（豪G2）
  - Alpinista - ベルリン大賞、オイロパ賞、バイエルン大賞、 サンクルー大賞、ヨークシャーオークス、凱旋門賞、 Lancashire Oaks（英G2）
  - Frankly Darling - Ribblesdale Stakes（英G2）
  - Steinem - Peter Young Stakes（豪G2）、Summoned Stakes（豪G3）
  - Spirit Sancer - Bahrain International Trophy（罵G2）、ネオムターフカップ（沙G2）、Strensall Stakes（英G3）

- 2018年産
  - グレナディアガーズ - 朝日杯フューチュリティステークス、阪神カップ（日G2）
  - Adayar - ダービーステークス、キングジョージ6世&クイーンエリザベスステークス、ゴードンリチャーズステークス（英G3）
  - Converge - J.J.アトキンス、ランドウィックギニーズ
  - Hurricane Lane - アイリッシュダービー、パリ大賞典、 セントレジャーステークス、ダンテステークス（英G2）、ジョッキークラブステークス（英G2）
  - Snow Lantern - ファルマスステークス
  - Mostahdaf - プリンスオブウェールズステークス、インターナショナルステークス、Darley Stakes（英G3）、ゴードンリチャーズステークス（英G3）、September Stakes（英G3）、ネオムターフカップ（沙G3）
  - Rumi - Prix de la Nonette（仏G2）、Prix Vanteaux（仏G3）
  - Sibila Spain - Prix du Muguet（仏G2）
  - Francesco Guardi - Moonee Valley Gold Cup（豪G2）
  - Kalahara - Prix d'Arenberg（仏G3）
  - Mohaafeth - ハンプトンコートステークス（英G3）
  - Light Refrain - Summer Stakes（英G3）
  - Argentia - Kevin Hayes Stakes（豪G3）、Rising Fast Stakes（豪G3）
  - My Whisper - Auraria Stakes（豪G3）、Tesio Stakes（豪G3）Summoned Stakes（豪G3）
  - Dajraan - Festival Stakes（豪G3）

- 2019年産
  - Wild Beauty - ナタルマステークス、Fred Darling Stakes（英G3）
  - Inspiral - フィリーズマイル、コロネーションステークス、ジャック・ル・マロワ賞（2022年・2023年）、サンチャリオットステークス、ブリーダーズカップフィリー&メアターフ、May Hill Stakes（英G2）
  - Homeless Songs - アイリッシュ1000ギニー、レパーズタウン1000ギニートライアルステークス（愛G3）
  - Nashwa - ディアヌ賞、ナッソーステークス、ファルマスステークス
  - Westover - アイリッシュダービー、サンクルー大賞、クラシックトライアル（英G3）
  - McKulick - ベルモントオークスインビテーショナルステークス、Glens Falls Stakes（米G2・連覇）、ジョッキークラブオークス（米G3）、Waya Stakes（米G3）、Orchid Stakes（米G3）
  - Onesto - パリ大賞典、グレフュール賞（仏G2）
  - Triple Time - クイーンアンステークス、Superior Mile Stakes（英G3）
  - Courage Mon Ami - ゴールドカップ
  - L’Astronome - オカール賞（仏G2）
  - Raclette - Prix de Malleret（仏G2）
  - Skims - Sands Point Stakes（米G2）
  - Darkaniya - Baden Racing Stuten-Preis（独G2）
  - With The Moonlight - ケープヴェルディステークス（唖G2）、バランシーンステークス（唖G2）、サラトガオークス（米G3）
  - Majestic Glory - Sweet Solera Stakes（英G3）
  - Dreamflight - Prix Thomas Bryon（仏G3）
  - Eternal Pearl - Prix Minerve（仏G3）、Dubai Stakes（英G3）
  - Perfect News - Ballyogan Stakes（愛G3）
  - Soulcombe - Queen's Cup（豪G3）
  - Let'sbefrankbaby - SA Fillies Classic（豪G3）
  - One For Bobby - Grand Prix de Vichy（仏G3）
  - Time Lock - Dubai Stakes（英G3）

- 2020年産
  - Chaldean - デューハーストステークス、2000ギニーステークス、シャンペンステークス（英G2）、Acomb Stakes（英G3）
  - Jannah Rose - サンタラリ賞、Prix de la Nonette（仏G2）、Prix Vanteaux（仏G3）
  - Soul Sister - オークスステークス、Musidora Stakes（英G3）
  - Kelina - フォレ賞、Prix de Sandringham（仏G2）
  - Measured Time - ジェベルハッタ、マンハッタンステークス、Al Rashidiya（唖G2）
  - English Rose - バランシーン（唖G2）
  - Hans Andersen - Leopardstown 2,000 Guineas Trial Stakes（愛G3）
  - Flight Leader -ノアイユ賞（仏G3）
  - Arrest - チェスターヴェース（英G3）、ジェフリーフリアステークス（英G3）
  - Maxux - Denny Cordell Lavarack Fillies Stakes（愛G3）
  - Military Order - Winter Derby（英G3）
- 2021年産
  - Ylang Ylang - フィリーズマイル、Silver Flash Stakes（愛G3）
  - Candelari - ヴィコンテッスヴィジエ賞
  - El Cordobes - ソードダンサーステークス、Princess of Wales's Stakes（英G2）
  - Diego Velazquez - ジャック・ル・マロワ賞、チャンピオンズジュベナイルステークス（愛G2）、Solonaway Stakes（愛G2）、Minstrel Stakes（愛G2）、Meld Stakes（愛G3)
  - Penalty - Oettingen-Rennen（独G2）、Grosser Preis der Wirtschaft（独G3）
  - Candala - Prix de la Grotte（仏G3）
  - Delius - Prix du Lys（仏G3）
- 2022年産
  - Lake Victoria - モイグレアスタッドステークス、チェヴァリーパークステークス、ブリーダーズカップ・ジュヴェナイルフィリーズターフ、アイリッシュ1000ギニー、Sweet Solera Stakes（英G3）
  - Minnie Hauk - オークスステークス、アイリッシュオークス
  - Bedtime Story - デビュタントステークス（愛G2）、Silver Flash Stakes（愛G3）

※太字はG1競走

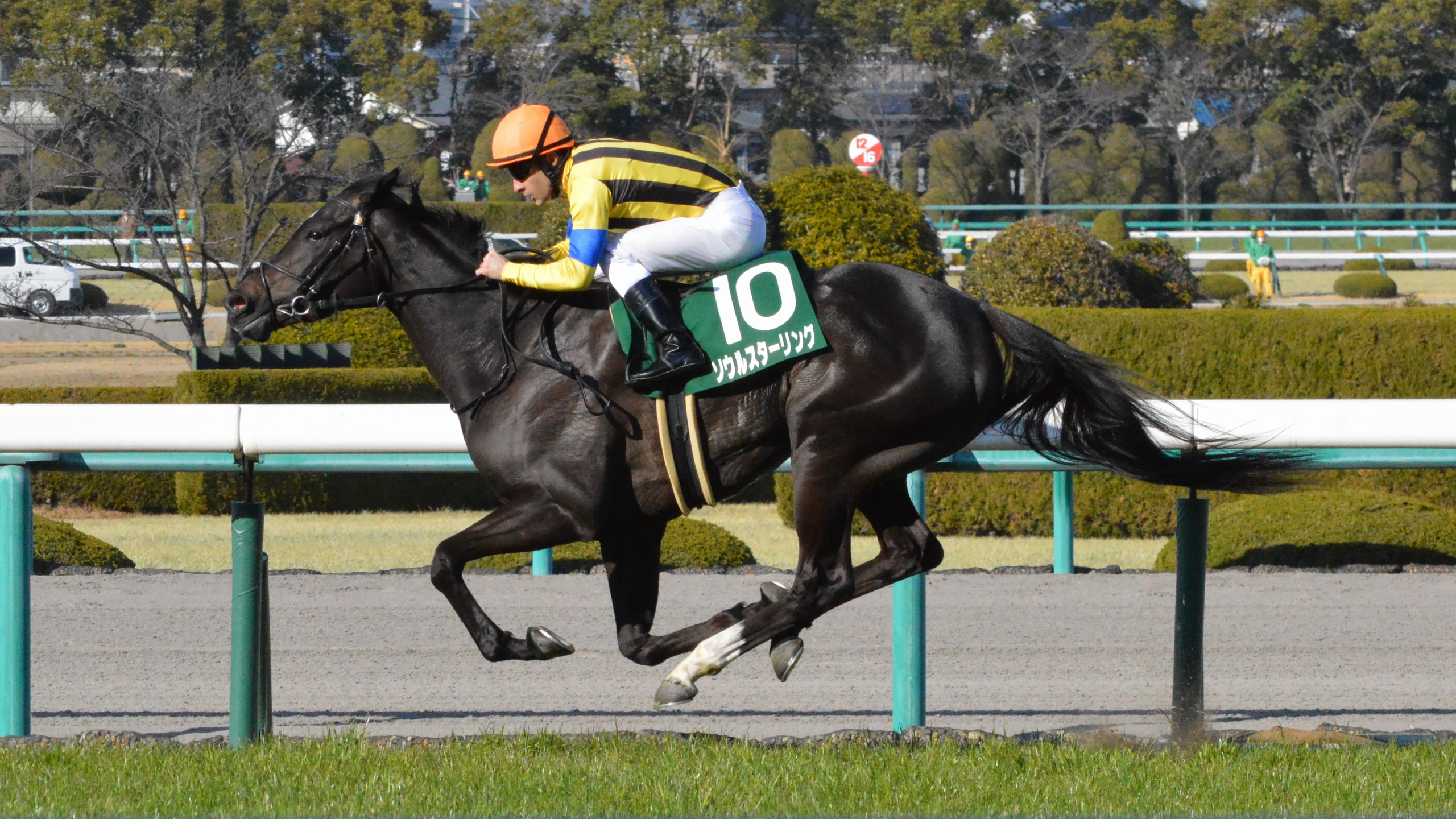
ソウルスターリング（2014年産）
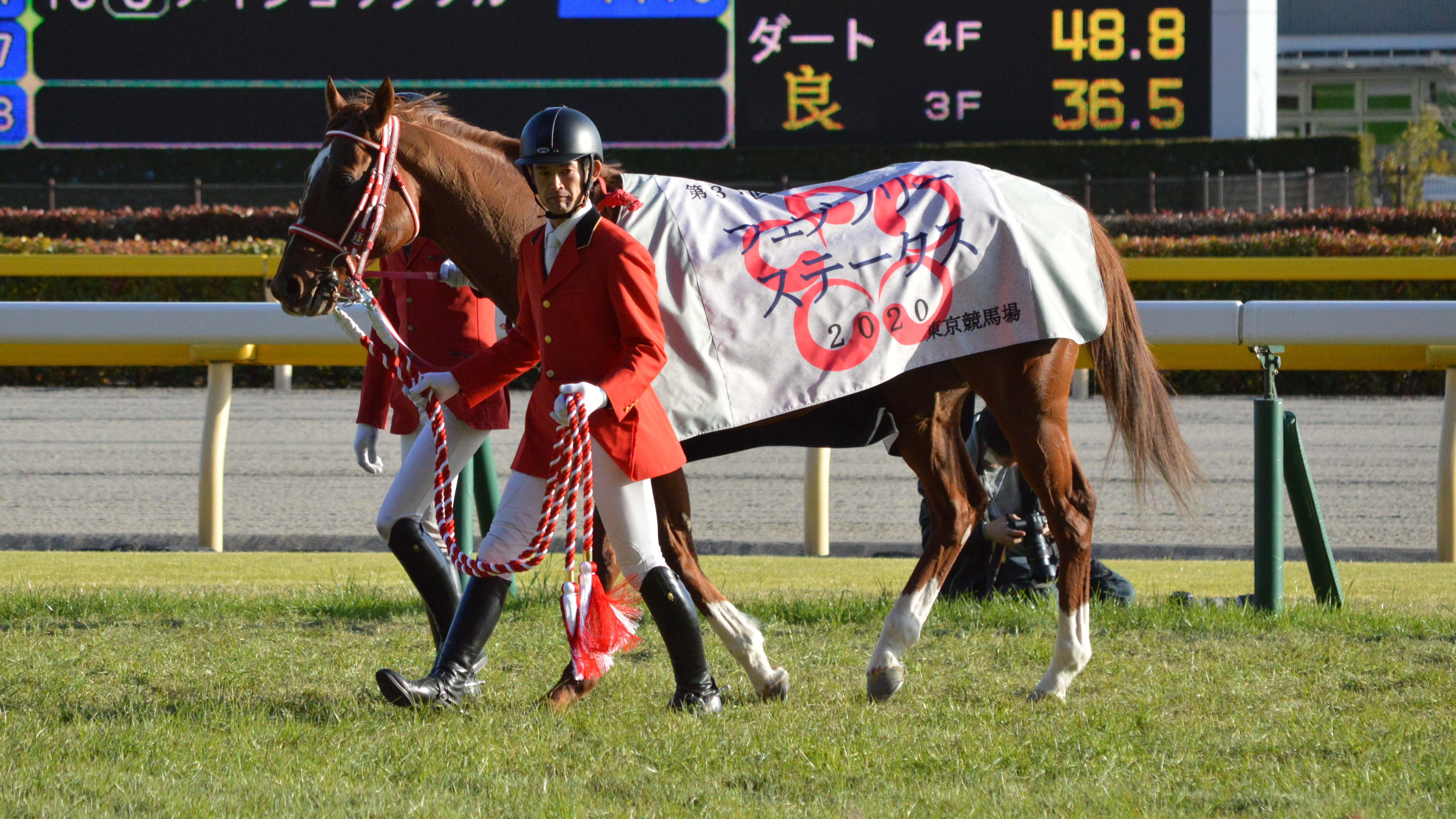
モズアスコット（2014年産）

### 母の父としての主な産駒

#### GI級競走優勝馬
- 2021年産
  - Sparkling Plenty（2024年Prix de Sandringham、ディアヌ賞）- 父キングマン
  - Lead Artist（2024年Thoroughbred Stakes、Darley Stakes、2025年ロッキンジステークス）- 父ドバウィ
- 2022年産
  - Zarigana（2024年Prix d'Aumale、2025年Prix de la Grotte、プール・デッセ・デ・プーリッシュ）- 父シユーニ

#### グレード制重賞優勝馬
- 2020年産
  - モズメイメイ（2023年チューリップ賞、葵ステークス、2024年アイビスサマーダッシュ）- 父リアルインパクト[363]

## 主な対戦馬
| 歳  | フランケル | 競走名                  | エクセレブレーション | 差        |
| --- | ---------- | ----------------------- | -------------------- | --------- |
| 3歳 | 01着       | グリーナムS             | 02着                 | 4馬身     |
| 3歳 | 01着       | セントジェームズパレスS | 03着                 | 2馬身 1/4 |
| 3歳 | 01着       | クイーンエリザベス2世S  | 02着                 | 4馬身     |
| 4歳 | 01着       | ロッキンジS             | 02着                 | 5馬身     |
| 4歳 | 01着       | クイーンアンS           | 02着                 | 11馬身    |

### エクセレブレーション
エクセレブレーションは、同じ2008年生まれの牡馬である。3歳時にムーラン・ド・ロンシャン賞、4歳時にジャック・ル・マロワ賞およびクイーンエリザベス2世ステークスを勝利してG1競走3勝を挙げた。この勝ち鞍のほかに、無敗馬フランケルに対する2着が4回あるため、「生まれた年が違っていたら、この馬が「歴史的名マイラー」と讃えられていた可能性も充分にあった」（合田直弘）という旨の指摘もなされている。特に2011年8月のハンガーフォードステークス以降、2012年のクイーンエリザベス2世ステークスまで8戦したが、この間フランケル以外の競走馬に対しては全勝した。フランケルの評価は、G1競走3勝馬エクセレブレーションを通じて与えられたものでもあるが、これは11馬身の力量差が現れたクイーンアンステークスなどでの直接対決のみならず、エクセレブレーションが本馬不在のジャック・ル・マロワ賞においてG1競走計13勝の出走馬を相手に優勝したことなど間接的な結果も影響している。ただし、公式ハンデキャッパーのドミニク・ガーディナー＝ヒルによれば、クイーンエリザベス2世ステークスの圧勝は、エクセレブレーション自身の成長によって達成されたものであり、当シーズン前半に対戦したフランケルの公式レーティングを殊更に高めるものではなかった。その後はフランケルに次ぐヨーロッパのマイラーとして、アメリカのブリーダーズカップ・マイルに出走したが、ワイズダンの4着に敗れて引退した。公式レーティングの年間最高値は、3歳時に126、4歳時に130であり、それぞれ同年のフランケルと比べて10ポンド低い。
| 歳  | フランケル | 競走名              | ファー | 差    |
| --- | ---------- | ------------------- | ------ | ----- |
| 2歳 | 01着       | 条件戦              | 取消   | -     |
| 4歳 | 01着       | サセックスS         | 02着   | 6馬身 |
| 4歳 | 01着       | インターナショナルS | 02着   | 7馬身 |

### ファー
ファーは、同じ2008年生まれの牡馬である。G1競走2勝のゴンバルダを母に持つ良血馬で、ニューマーケット競馬場の未勝利戦を6馬身差で勝ち上がり、2歳時のフランクウィットルパートナーシップ条件ステークスではフランケルの対抗馬と目されたが、この時はゲートで暴れてしまったために発走除外となった。その後、4歳時のサセックスステークスおよびインターナショナルステークスでフランケルの2着に入るなど、マイルから中距離で善戦すると、5歳時には脚部不安の影響下にありながらロッキンジステークスおよびチャンピオンステークスとG1競走を2連勝して引退した。
| 歳  | フランケル | 競走名        | ナサニエル | 差        |
| --- | ---------- | ------------- | ---------- | --------- |
| 2歳 | 01着       | メイドン      | 02着       | 1/2馬身   |
| 4歳 | 01着       | チャンピオンS | 03着       | 4馬身 1/4 |

### ナサニエル
ナサニエルは、同じ2008年生まれの牡馬である。3歳時にキングジョージ6世&クイーンエリザベスステークス、4歳時にエクリプスステークスを勝利してG1競走2勝を挙げた。ナサニエルは2歳時に2戦して未勝利と勝ち上がれなかったが、そのうちデビュー戦での優勝馬がフランケルであったことはよく知られた。この際、フランケルに対して最も近い1/2馬身差まで詰め寄ったことから、同馬に「最も近づいた馬」とも称された。その後キングジョージ6世&クイーンエリザベスステークス、エクリプスステークスを勝利すると、さらにチャンピオンステークスに参戦し、デビュー戦と同様にその引退戦においてもフランケルの対抗馬となった。
| 歳  | フランケル | 競走名                 | ブレットトレイン | 差         |
| --- | ---------- | ---------------------- | ---------------- | ---------- |
| 3歳 | 01着       | クイーンエリザベス2世S | 08着             | 12馬身     |
| 4歳 | 01着       | ロッキンジS            | 04着             | 12馬身     |
| 4歳 | 01着       | クイーンアンS          | 06着             | 16馬身     |
| 4歳 | 01着       | サセックスS            | 04着             | 9馬身 3/4  |
| 4歳 | 01着       | インターナショナルS    | 05着             | 13馬身 1/2 |
| 4歳 | 01着       | チャンピオンS          | 06着             | 14馬身 1/2 |

### ブレットトレイン
ブレットトレインは、2007年の牡馬で、本馬と3/4同血の半兄である。3歳時にクラシックトライアルを勝利。2年間に渡って、毎朝の調教ではフランケルの先導役を務め、そして複数の競走ではペースメーカーとしての役割を担った。初めクイーンアンステークスでは大逃げを見せたが、その後は陣営間で相談がなされた結果、フランケルの能力を最大限引き出すため、引き付ける逃げで半弟を追走させながらペースを作る戦法が採られた。ブレットトレインの主戦イアン・モンガンによれば、基本的に残り3ハロン時点で追い始め、残り2ハロン地点をゴールとする意識で競走を牽引したという。インターナショナルステークスではエディ・アハーンが騎乗した。チャンピオンステークスではフランケルの出遅れに伴い、一旦控えて同馬を待ち、その後先頭のシリュスデゼーグルに絡んでいくという積極的な競馬を行った。公式ハンデキャッパーのフィル・スミスは、自身が45年以上競馬を見てきたなかで、最も効果的なペースメークを実現したのがブレットトレインの手綱を取ったモンガン騎手であると評している。公式レーティングの最高値は、インターナショナルステークスの5着による113ポンド。

## 競走馬としての特徴・評価

### 身体的特徴
体高は5フィート4.5インチ（約163.8cm）。体重は出生時123ポンド（約56kg）、引退時は約500キログラムであった。日本・社台ファームの吉田照哉はその馬体を「全身お尻」と表現している。
担当獣医のチャーリー・スミスによれば、2012年シーズン開幕を控えた際の故障の疑いを別にすると、フランケルは基本的に頑健な競走馬であり、自身が診た中で最も力強いサラブレッドであったという。
蹄とストライドが一般的な他馬よりも大きく、蹄は前肢7.5インチ（約19.1cm）、後肢7インチ（約17.8cm）で、ストライドも約22フィート（約6.7m）であった。フランケルの装蹄を担当したスティーヴン・キールトによれば、本馬の大柄な馬体から、その前肢の蹄鉄を12日ないし13日に一度は履き替える必要があったという。

### 精神的特徴
気性から我慢の効かない面があり、これは3歳時までのフランケルがマイル以下の距離でしか走らなかったことに影響した。前進気勢の強い本馬は、セシルに彼が基本的に好まない逃げ戦法を実行させ、実際に2011年の2000ギニー、サセックスステークスの競走では一貫して先頭にあり続けた。また2010年のデューハーストステークス、2011年のグリーナムステークス、2012年のロッキンジステークスでは、競走の序盤に掛かって折り合いを欠くところを見せている。
調教助手フェザーストンハウを筆頭とする関係者の努力により、2012年のクイーンアンステークスの頃には、競走の途中で「闘争心に火がついてしまうようなところ」は全く無くなった。セシルは、本馬が4歳シーズンの競走で勝つたびにフェザーストンハウの名を挙げて彼を称賛している。
本馬引退後のセシルが執筆したところによれば、本馬は成長するごとに平静な気性を得て、これに伴って距離延長をこなすようになった。そして調教師をして「もし彼がもう1年現役に留まっていたら、キングジョージVI世&クイーンエリザベスSやブリーダーズCのマイル・アンド・ア・ハーフあたりを彼は掌中にすることになったのではないか」と感じさせている。なお、逆に短距離路線を選択しなかった理由については、ここで「もしそういう意図を持って彼を調教していたら、彼のメンタルの部分が長続きはしなかったであろうという感触は持っています」と説明している。

### 走行
その圧倒的な競走能力から、「5ハロンないし6ハロンのG1競走を勝てるスピードで10ハロンを走行した」という旨で評される。ラップタイムの計測記録によれば、2000ギニーやセントジェームズパレスステークスでは、本馬は競走中盤の数ハロンをスプリンター並の速度で走行したにもかかわらず、最後まで押し切って優勝している。11馬身差で勝利したクイーンアンステークスでは、その大きいストライドをもって、稍重馬場ながら6ハロンから7ハロン地点までの1ハロンを10秒58で走行して話題となった。同競走後のセシルは、本馬は大飛びであるために「トップスピードに乗るのに数完歩は必要」であるが、その後、他馬には不可能な「そのスピードを維持し続ける」能力を発揮することで誰も追いつけなくなるのだと説明している。
道悪は不得手であるとされる。石灰岩を路盤とするジュライコースで行われた夏季のデビュー戦では重馬場をよくこなしたフランケルだが、秋季のアスコット競馬場で行われるために持久力をより問われることになるチャンピオンステークスを控えると、セシルは「彼の走法、彼が持つ瞬発力を考えると、彼がそういう馬場を好むと確信できる人はいないと思います」として、本馬の不良馬場適正への不安を述べている。そして実際に道悪となった同競走の後、セシル、クウィリーはともに本馬が馬場に苦労したことについて言及した。

### レーティング
| 順位 | RAT. | 馬名                                 |
| ---- | ---- | ------------------------------------ |
| 1位  | 140  | フランケル                           |
| 2位  | 138  | ダンシングブレーヴ                   |
| 3位  | 137  | パントレセレブル                     |
| 4位  | 136  | ジェネラス シャーガー シーザスターズ |

#### ワールドサラブレッドランキング
国際クラシフィケーション時代を含めれば1977年以来競走馬の格付けを行っているワールドサラブレッドランキングは、2012年のクイーンアンステークスおよびインターナショナルステークスを勝利したフランケルに対して140ポンドのレーティングを与えた。公式のプレスリリースでは、140ポンドという評価のみならず、出走した競走のうち8回で130ポンド以上、さらにうち5回で135ポンド以上の評価を得ていることが「極めて驚異的」であるだろうと評されている。
その翌2013年1月15日、過去の競走馬に対する評価の修正が実施されると、サラブレッドランキングには様々な意見が寄せられたが、ともあれ同ランキングにおけるフランケルのレーティングは、単独かつ史上最高の評価となった。ワールドサラブレッドランキングの共同会長ギャリー・オゴーマンは、「フランケルは最高の競走馬としての新基準となる」と言明。レーティングの見直しを行ったフィル・スミスは、フランケルが古馬でも現役を続行したこと、また、最後まで無敗でいたことに触れた。
ヨーロッパに限定すると、1977年以降からフランケルの現役時まで、8頭の競走馬が2歳および3歳時の両方で公式レーティングの最高馬となっていたが、このうえで本馬は、このうち2歳、3歳、4歳時の全てで公式レーティングの最高馬になった史上初の競走馬となった。年度毎のランキングでフランケルの次点になった競走馬は、2011年のブラックキャビア、2012年のシリュスデゼーグルである。
| 順位 | RAT. | 馬名                                          |
| ---- | ---- | --------------------------------------------- |
| 1位  | 147  | フランケル                                    |
| 2位  | 145  | シーバード                                    |
| 3位  | 144  | ブリガディアジェラード テューダーミンストレル |
| 5位  | 142  | アバーナント リボー ウインディシティ          |

#### タイムフォームレーティング
1948年以来競走馬の格付けを行っているタイムフォーム社は、2012年のクイーンアンステークスを勝利したフランケルに対して147ポンドのレーティングを与えたが、これはシーバード、ブリガディアジェラードなどを上回る史上最高の評価であった。同紙のジェイミー・リンチは、「フランケルは、競走馬の能力を量る上での新たな基準となります」と語った。同氏は、レースレーティングとプレレーティングに基づく一般的な方法によって147の数字を算出し、競走成績における2着馬との着差やスピード指数などのツールを用いて分析した結果、本馬が1965年にダービーと凱旋門賞を制したシーバードも凌駕する史上最強馬であるという確信的な判断を下したのだと説明した。

### 選定
1991年以来ヨーロッパの年度代表表彰を行っているカルティエ賞の受賞は、2010年の最優秀2歳牡馬、2011年の最優秀3歳牡馬および年度代表馬、2012年の最優秀古馬および年度代表馬。最優秀2歳牡馬による翌年の年度代表馬選出、2年連続での年度代表馬選出、同賞の五部門受賞などは同賞史上初のことであった。また、年度代表馬選出の際、フランケルを除いた候補馬としては、2011年にはシリュスデゼーグル、ソーユーシンク、デインドリーム、ゴルディコヴァらがおり、2012年にはキャメロット、シリュスデゼーグル、エクセレブレーション、ナサニエルらがいた。2012年には、本馬の調教師ヘンリー・セシルおよび生産者ジャドモントファームなどにも、「チーム・フランケル」としてカルティエ賞特別功労賞が贈られている。
このほか、馬主協会からは2010年の最優秀2歳牡馬、2011年の最優秀3歳牡馬および年度代表馬、2012年の最優秀マイラーおよび最優秀中距離馬を受賞。また、タイムフォーム社の2010年の最優秀2歳牡馬、2011年の最優秀3歳牡馬および最優秀マイラー、2012年の最優秀古馬および最優秀中距離馬。レーシングポスト紙の2012年の平地年度代表馬。
2021年には、新たに創設されたブリティッシュ・チャンピオンズシリーズ名誉の殿堂の最初の選出者として、レスター・ピゴット騎手とともに列された。

### ブリティッシュ・チャンピオンズスリーズへの影響
ブリティッシュ・チャンピオンズシリーズは、ロッド・ストリートの構想によってイギリスの平地競馬をさらに振興するために主要35競走の構成で2011年に発足した。そして、これを締めくくるブリティッシュ・チャンピオンズデーは、凱旋門賞ウィークエンドやブリーダーズカップ開催に対抗する呼び物として期待された。その中でフランケルは、ブリティッシュ・チャンピオンズスリーズのこけら落としとなった2011年の2000ギニーを皮切りに、凱旋門賞やブリーダーズカップを回避して臨んだ2012年のチャンピオンステークスに至るまで、同シリーズの対象競走を9つ制した。本馬はこの過程で多くの快挙を達成し、その旗印として開催の基礎を築いたとされる。ロッド・ストリートの消費需要調査によると、一般市民がよく知る競走馬にはレッドラム、デザートオーキッド、シャーガーなどがいたが、フランケルは新しくこれに加わったのだという。

### ローテーションに関する評価
フランケルは現役時、イギリス競馬の芝コース7ハロンから10ハロンまでの舞台以外で競走することはなかった。その結果、ヨーロッパのクラシック距離路線にあるダービー、キングジョージ6世&クイーンエリザベスステークス、凱旋門賞などの有名な競走には出走していない。もとより積極的に海外遠征を行う人物でないイギリスの調教師セシルが、加えて6年来の胃癌によって衰弱していたためにフランス遠征すら困難であったことも関係し、最長の輸送距離はニューマーケットからヨークまでの170マイルに留まった。
BBCは、本馬と同じ2000ギニー馬でダービーと凱旋門賞も制したシーザスターズを例に挙げ、フランケルの場合は出走した競走条件が幅広くないことから、本馬を真に偉大な競走馬とみなさないとする批評家の意見を紹介している。
タイムフォームは、世界競馬の秋シーズンで権威のある凱旋門賞やブリーダーズカップに出走しなかったことに触れ、国際的な活躍が無かったことによって関係者の業績が低く評価されていると指摘した。同社によれば、同時期には、1万500マイル離れたオーストラリアからアスコット競馬場に至りイギリスの一線級スプリンターと対決することで人気を博したブラックキャビアや、日本の三冠を達成したうえでヨーロッパの最高賞金競走である凱旋門賞に出走して国際的な名声を求めたオルフェーヴルなどがいる。

### ラビットに関する評価
ブラッドホース紙のディック・パウエルは、本馬がラビットを必要とする競走馬であり、特にチャンピオンステークスではラビットのブレットトレインが対抗馬のシリュスデゼーグルを苦しませた点に触れて、「ラビットを用いることは勝利の助けになるかもしれないが、史上最高と評価される可能性を損なうものである」と指摘している。

### その他
同馬の強さを表す異名として、「monster」「freak」「phenomenon」などの表現が用いられることがある。日本語では一般的に「怪物」と呼ばれる。

## 逸話

### 馬房へのこだわり
ウォーレンプレイスのフランケルは、入厩直後、セシルの自宅から数ヤード離れた「ハウス・バーン」という厩舎に入っていたが、不良な素行を見せたため、2週間経過すると「ガレージ」と呼ばれる厩舎に移された。すると本馬は、内側を向けば僚馬を見ることが出来、外側に顔を出せば外界をよく観察できる同地の環境を非常に気に入った。ただし、ガレージは決して環境が優れている馬房ではなく、またセシルの自宅から厩舎の様子を見ることが出来ないという問題があっため、2010年のロイヤルロッジステークスが終わった直後、本馬はウォーレンプレイスで最も優れた「メインヤード」と呼ばれる厩舎に移ることとなった。しかし、新居に移ったフランケルは同馬房への拒否反応を見せ、毎朝蹄鉄が外れた状態になっていたり、また馬房で旋回したり、扉を蹴る仕草を続けるなど、新しい環境に馴染む様子を一向に見せなかった。結局、一週間を経過しないうちにフランケルはガレージの馬房に戻ることになり、そしてまもなく本馬は古巣で以前の平静さを取り戻した。その後もフランケルは転厩に対しての不快感を示したため、最終的に、ウォーレンプレイスの本馬はずっとガレージに居住することになった。

### ブラックキャビアとの対戦の可能性
2011年の世界競馬は、マイル路線でデビューから無敗の9連勝を達成したフランケルと、短距離路線でデビューから無敗の16連勝を達成したブラックキャビアを中心に推移した。そして2012年シーズンを迎えると、両馬が連勝記録をどれほど伸ばすかという現実的な観点とともに、距離適性の異なる両馬が同年内に対決する空想的な可能性についても関心されるに至った。2012年3月初旬のセシルは、フランケルの距離短縮による1400メートル戦での対決はありえないとしながらも、サセックスステークスにブラックキャビアが出走するなら受けて立つ旨を言及。これにはQIPCO社も反応し、両馬がともに出走した場合に同競走の賞金を30万ポンドから100万ポンドへと増額することを発表している。結局、サセックスステークスはブラックキャビアが不出走となり、またクイーンアンステークスでも両馬が同競走に出走する可能性がオーストラリアのメディアを中心に取り沙汰されたが、ブラックキャビアはダイヤモンドジュビリーステークスに出走、この無敗対決は実現しなかった。

### その他
- 競馬場の入場者数を20%以上増加させた[424]。
- ジャマイカのスプリンター・ウサイン・ボルトに準えられ、「ウサイン・コルト」と呼ばれた[4]。同時期に同じく距離延長に挑戦したことも比較された[425]。
- この引退戦の前後には「1億ポンドの価値がある奇跡の馬」と称され、イギリスの一般紙の一面に取り上げられ[284]、NBC、CNN、ESPN、アルジャジーラなどの放送局が放送した[63]。
- 種牡馬入りのために厩舎を離れるにあたって、ロイズの普通保険市場がフランケルのリスクを引き受けることができないことが判明するなど、そのあまりの評価額の高さのために保険市場が混乱した[426]。
- 2013年夏に実施されたファンの訪問ツアーで、亡きセシルの遺志に沿って約3000ポンド（約48万円）の寄付を集めた[427]
- 2020年、バーチャルG1競走の「グレーテスト・エバー・コックスプレート」でフランケル号が優勝。この結果は物議を醸した[428][429]。

## 血統表
| フランケルの血統     | フランケルの血統                                                        | フランケルの血統                                                        | （血統表の出典）                                                        | （血統表の出典）  |
| 父系                 | サドラーズウェルズ系                                                    | サドラーズウェルズ系                                                    | サドラーズウェルズ系                                                    |                   |
| 父 Galileo 1998 鹿毛 | 父の父Sadler's Wells 1981 鹿毛                                          | Northern Dancer                                                         | Nearctic                                                                | Nearctic          |
| 父 Galileo 1998 鹿毛 | 父の父Sadler's Wells 1981 鹿毛                                          | Northern Dancer                                                         | Natalma                                                                 |                   |
| 父 Galileo 1998 鹿毛 | 父の父Sadler's Wells 1981 鹿毛                                          | Fairy Bridge                                                            | Bold Reason                                                             | Bold Reason       |
| 父 Galileo 1998 鹿毛 | 父の父Sadler's Wells 1981 鹿毛                                          | Fairy Bridge                                                            | Special                                                                 |                   |
| 父 Galileo 1998 鹿毛 | 父の母Urban Sea 1989 栗毛                                               | Miswaki                                                                 | Mr. Prospector                                                          | Mr. Prospector    |
| 父 Galileo 1998 鹿毛 | 父の母Urban Sea 1989 栗毛                                               | Miswaki                                                                 | Hopespringseternal                                                      |                   |
| 父 Galileo 1998 鹿毛 | 父の母Urban Sea 1989 栗毛                                               | Allegretta                                                              | Lombard                                                                 | Lombard           |
| 父 Galileo 1998 鹿毛 | 父の母Urban Sea 1989 栗毛                                               | Allegretta                                                              | Anatevka                                                                |                   |
| 母 Kind 2001 鹿毛    | 母の父*デインヒル 1986 鹿毛                                             | Danzig                                                                  | Northern Dancer                                                         | Northern Dancer   |
| 母 Kind 2001 鹿毛    | 母の父*デインヒル 1986 鹿毛                                             | Danzig                                                                  | Pas de Nom                                                              |                   |
| 母 Kind 2001 鹿毛    | 母の父*デインヒル 1986 鹿毛                                             | Razyana                                                                 | His Majesty                                                             | His Majesty       |
| 母 Kind 2001 鹿毛    | 母の父*デインヒル 1986 鹿毛                                             | Razyana                                                                 | Spring Adieu                                                            |                   |
| 母 Kind 2001 鹿毛    | 母の母Rainbow Lake 1990 鹿毛                                            | Rainbow Quest                                                           | Blushing Groom                                                          | Blushing Groom    |
| 母 Kind 2001 鹿毛    | 母の母Rainbow Lake 1990 鹿毛                                            | Rainbow Quest                                                           | I Will Follow                                                           |                   |
| 母 Kind 2001 鹿毛    | 母の母Rainbow Lake 1990 鹿毛                                            | Rockfest                                                                | Stage Door Johnny                                                       | Stage Door Johnny |
| 母 Kind 2001 鹿毛    | 母の母Rainbow Lake 1990 鹿毛                                            | Rockfest                                                                | Rock Garden                                                             |                   |
| 母系(F-No.)          | Circassia系(FN:1-k)                                                     | Circassia系(FN:1-k)                                                     | Circassia系(FN:1-k)                                                     | [ § 2 ]           |
| 5代内の近親交配      | Northern Dancer 3×4=18.75%、Natalma 4×5・5=12.50%、Buckpasser 5×5=6.25% | Northern Dancer 3×4=18.75%、Natalma 4×5・5=12.50%、Buckpasser 5×5=6.25% | Northern Dancer 3×4=18.75%、Natalma 4×5・5=12.50%、Buckpasser 5×5=6.25% | [ § 3 ]           |
| 出典                 | 1. 2. 3.                                                                | 1. 2. 3.                                                                | 1. 2. 3.                                                                | 1. 2. 3.          |

### 血統背景
- 父ガリレオは競走馬として英愛両ダービーとキングジョージ6世&クイーンエリザベスステークスを制し、種牡馬としても11年連続を含む12回ヨーロッパのリーディングサイアーを獲得[432][433]。マイル前後から長距離まで様々な距離でのG1ウィナーを輩出している。ノーザンダンサーによる奇跡の血量を生ずるデインヒル牝駒との配合はニックス[注 39]で、同父中で最も多くの勝ち馬を輩出し[435]、フランケルのほかに複数のG1馬がいる[436]。
- 母カインドは5から6ハロンの準重賞を2勝したスプリンターで、牡駒5頭は全て種牡馬入りしている[437][438]。フランケルは母の第2子。
  - 半兄ブレットトレイン（父：サドラーズウェルズ）は母の第1子で、2010年のダービートライアルステークス (英G3) 勝ち馬。フランケルとは同馬主・同厩で、クイーンエリザベス2世ステークス以降すべてのフランケルのレースでペースメーカーをつとめた[376]。同じタイミングで引退し、種牡馬として当初アメリカ、その後アイルランドで繋養された[437]。
  - 全弟ノーブルミッション（Noble Mission）は母の第3子で、2014年のタタソールズゴールドカップ（愛G1）、サンクルー大賞（仏G1、2着からの繰り上がり）、チャンピオンステークス（フランケルとの兄弟制覇）のG13勝を含む重賞6勝[439]。
- 2代母レインボーレイクはランカシャーオークス（英G3）勝ち馬[30]。産駒にカインドのほか、その半兄にタターソールズゴールドカップとアーリントンミリオン（米G1）の中距離芝G1を2勝し、2004年のジャパンカップにも出走した（10着）パワーズコート（父：サドラーズウェルズ）[440]。
- 1-kに属する同牝系の競走馬には、6代母サーカシアを共有するものに1987年の英愛2000ギニー馬ドントフォゲットミー（英語版）、1997年の愛二冠馬デザートキングなどがいる[30][431]。このほか、7代母サモワールを共有するものにムトト[431]、9代母ジョージアを共有するものにハービンジャーなどがいる[441]。